# Simbologia del franquisme

Escut d'Espanya que durant el franquisme incorpora la cartel·la amb el lema «Una Grande Libre», juntament amb altres motius heràldics que s'afegeixen als de l'escut tradicional d'Espanya (armes de Castella, Lleó, Aragó, Navarra i Granada, i les Columnes d'Hèrcules amb la cartela Plus ultra) uns altres presos de l'escut dels Reis Catòlics: l'àguila de Sant Joan i el jou i les fletxes que també va prendre la Falange (els reis els havien adoptat per coincidir amb les inicials de Ysabel i Fernando).

La simbologia del franquisme és el conjunt de símbols que es van utilitzar com a referent icònic per identificar visualment el règim franquista i les persones i institucions que s'identificaven amb ell, i marcar l'apropiació simbòlica de llocs emblemàtics, molts d'ells utilitzats com a espais de la memòria. Es va utilitzar massivament, seguint les modernes tècniques de propaganda per aconseguir una presència aclaparant en tots els àmbits públics i privats: banderes, escuts, efígies, monuments, segells, medalles, insígnies, uniformes i distintius de totes les classes. Fins i tot els seients dels transports públics eren objecte d'apropiació simbòlica per perpetuar el record de la Gloriosa Croada: un cartell que indicava Reservat per a cavallers mutilats.
L'absència de legitimitat democràtica del règim de Franco va impulsar la cerca de legitimitats alternatives de tall carismàtic, d'acord amb el feixisme italià o el nazisme alemany. L'absència de crítica interna (prohibida l'oposició i hàbilment gestionats pel Generalísimo els contrapesos entre les diferents famílies del règim), va produir des de ben aviat un veritable culte a la personalitat del Cabdill.
La parafernàlia simbòlica del franquisme es va originar durant la Guerra Civil (1936-1939), després de la seva exaltació a la prefectura de l'Estat, adoptant en bona part la desenvolupada en els anys anteriors per Falange Espanyola de les JONS, a la qual es va sumar la dels tradicionalistes o carlistes, i la pròpia de l'Exèrcit (sobretot d'alguns cossos particularment vinculats a Franco, com la Legió Espanyola). De fet, el partit únic creat per la fusió de falangistes i tradicionalistes, la Falange Espanyola Tradicionalista i de les Juntes d'Ofensiva Nacional Sindicalista (FET i de les JONS), més coneguda com a Moviment Nacional, va ser dotat amb un uniforme que sumava a la camisa blava falangista, la boina vermella carlista i els carruatges militars (que ja s'utilitzaven amb anterioritat, marcant el caràcter paramilitar de la Falange); també incloïa una corbata negra com a dol per José Antonio. Va continuar utilitzant-se durant tot el període de la dictadura de Franco.
Malgrat la retirada d'alguns d'aquests símbols en els primers anys de la transició —de forma destacada els grans emblemes del jou i les fletxes de l'emblemàtica Casa Sindical (torre de maons construïda en estil racionalista davant del Museu del Prado) i de la seu central del Movimiento al carrer Alcalá de Madrid o la recuperació del nom de carrers (per exemple, a Madrid, la Gran Via, fins llavors avinguda de José Antonio, o el passeig de la Castellana, fins llavors avinguda del Generalísimo)— molts d'ells van romandre, i en part la simbologia franquista segueix present avui dia, més de quaranta anys després de la mort de Franco. La llei denominada Llei de Memòria Històrica, aprovada pel Congrés dels Diputats el 31 d'octubre de 2007, estableix la retirada d'aquests símbols, obligant-la a les institucions públiques, i privant d'ajudes públiques a les institucions privades que no les retirin. Va ser objecte de particular redacció el referent als símbols que puguin afectar l'Església catòlica, introduint-se una salvaguarda per raons religioses, al costat de la qual exceptua als monuments amb valor artístic.

## Banderes i emblemes: l'«escut de l'àguila»

Reproducció del model d'escut anomenat «abreujat» de l'Espanya franquista. Es tractava d'una versió simplificada de l'escut d'armes oficialment aprovat en 1938 per facilitar les impressions amb finalitats burocràtiques, convertint-se per la seva difusió en segells, bitllets de loteria, documents d'identitat i ornamentació arquitectònica, en una de les versions més popularitzades de l'anomenat «escut de l'Àguila».

Durant el cop d'estat de juliol de 1936, la majoria de les forces militars revoltades van usar la bandera de la República amb l'escut d'armes vigent, és a dir, la bandera «tricolor» amb l'escut de la corona mural, que eren els aprovats per la Constitució espanyola de 1931. No obstant això, els revoltats aviat van advertir en el terreny operacional la confusió que es creava a l'hora de distingir les seves unitats de les del bàndol governamental, especialment en els combats aeris i navals. D'altra banda, dins de l'heterogeneïtat de famílies polítiques del bàndol revoltat, els tradicionalistes i requetès a Navarra van demandar anar als fronts amb banderes «vermelles i gualdes» o bé, amb blanques en les quals brodaven aspes vermelles, anomenades de borgoña o de Sant Andrés, incloent una diversitat d'emblemes entre els quals hi havia una mescla de simbologia monàrquica i religiosa, aquesta última particularment dirigida cap al culte del Sagrat Cor. El govern de la Junta de Defensa Nacional va resoldre aquesta situació quant al capítol de banderes, mitjançant el Decret de 29 d'agost de 1936, signat pel general Miguel Cabanellas Ferrer, que restablia la bandera vermella i groga. Curiosament, no es va fer referència ni a les dimensions ni a l'escut, de manera que les forces revoltades van usar una multitud d'escuts diferents. Per resoldre aquesta situació, la Junta va completar el Decret amb l'Ordre del 13 de setembre de 1936, signada pel coronel Federico Montaner, per la qual s'establia que les formes i dimensions de les banderes de les unitats de l'Exèrcit fossin les mateixes d'abans de la proclamació de la República i que l'escut fos el republicà. Finalment, i després de considerar les pretensions de la llavors influent Falange, un nou disseny per a l'escut va ser formalment descrit i regulat pel Decret núm. 470 de 2 de febrer de 1938 signat pel general Franco.[5]

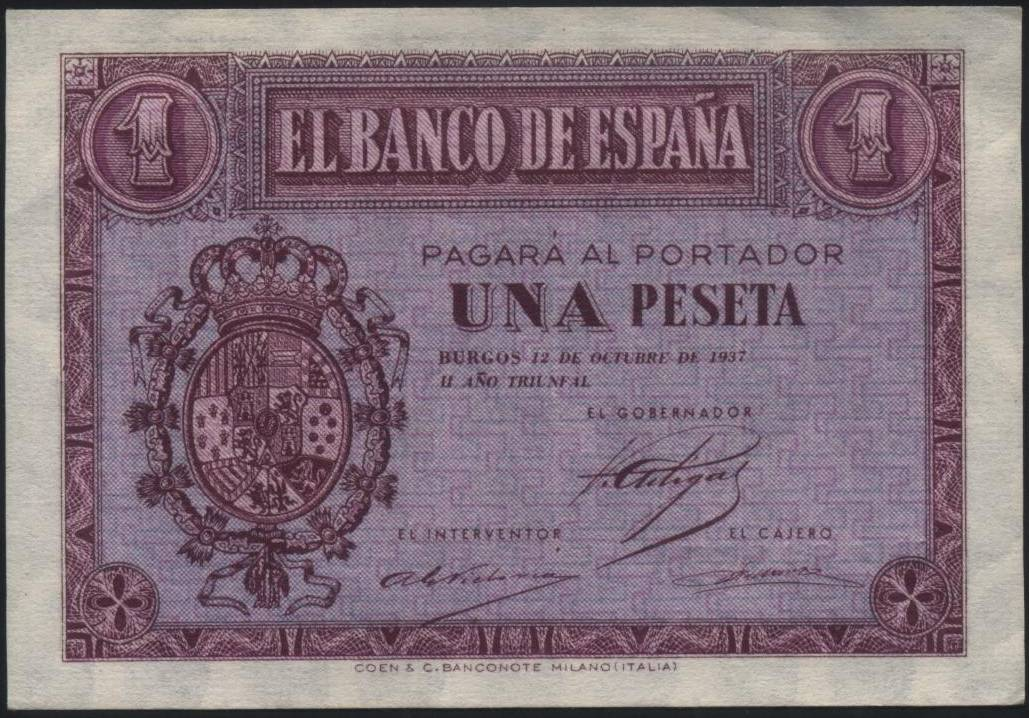
Bitllet del bàndol nacional amb data d'octubre de 1937 que mostra l'escut del regnat d'Alfons XIII.

L'escut llavors representatiu del bàndol revoltat i de la seva ideologia, popularitzat com l'«escut de l'àguila», seria imposat al final del conflicte com a escut nacional d'Espanya vigent, fins i tot després d'alguns lleugers retocs tècnics aprovats l'any 1945, no solament durant el període del règim franquista pròpiament, sinó també durant el període de la Transició democràtica fins a 1981, si bé que amb certes modificacions de valor simbòlic aprovades l'any 1977.

Per expressa voluntat del govern franquista, el disseny de l'escut va suposar una novetat pel que fa a la tradicional configuració per a l'escut nacional des de 1868, moment a partir del qual, les armes d'Espanya com a Estat van deixar d'estar associades a les de la dinastia regnant, sense perjudici d'usar els elements bàsics d'aquesta com era el quarterat amb els blasons de Castella, Lleó, Aragó i Navarra i entat en punta amb el de Granada, amb la inclusió d'altres elements heràldics històrics als quals es va conferir una diferent simbologia:
| « | El haz y el yugo de los Reyes Católicos, cuya adopción como distintivo constituye uno de los grandes aciertos de nuestra Falange, debe figurar en las armas oficiales para indicar cual ha de ser la tónica del Nuevo Estado. | » |

L'Àguila present en l'escut de Franco no és un símbol original del règim, sinó que era ja utilitzat en les armes dels Reis Catòlics. Aquesta era l'Àguila de Sant Joan que Isabel la Catòlica va incorporar com a suport a l'escut per la devoció a l'evangelista amb la qual la sobirana va afegir el lema sub umbra alarum tuarum protege nos («protegeix-nos sota l'ombra de les teves ales»). Fins i tot es va fer coronar reina de Castella el dia de la seva festivitat. Es va utilitzar una heràldica semblant a l'usada pels Reis Catòlics, substituint les armes d'Aragó-Sicília per les de Navarra, es van afegir les Columnes d'Hèrcules i la divisa Una, Grande y Libre.

## El Jou, el Feix i el nus gordià

Escut d'armes dels Reis Catòlics a partir de 1492, amb l'Àguila de Sant Joan, el Jou, el Feix de fletxes i el nus gordià.

### Origen
En la tradició heràldica espanyola, el jou, amb el nus gordià i el lema Tanto Monta, com a divisa de Fernando i el feix de fletxes, divisa d'Isabel, van ser elements que, juntament amb el ram de magranes van conformar la divisa personal més difosa dels Reis Catòlics, tal com va ser plasmada en el cançoner de Pedro Marcuello.[9] Aquesta divisa va ser incorporada a la combinació de les armes familiars de tots dos esposos a partir de 1475, segons es va pactar en les capitulacions de l'anomenada Concòrdia de Segòvia i de la qual una representació gràfica de l'escut que identificaria la reunió dels dos regnes més importants de la península, és la imatge de l'escut més antiga conservada. Segons Menéndez Pidal de Navascués (2004, p. 211) (Menéndez Pidal de Navascués (2004, p. 211), p. Menéndez Pidal de Navascués (2004, p. 211)) el significat de la divisa era en aquells dies de caràcter galant, formant un joc mutu simbòlic fundat en les inicials dels noms de tots dos esposos, seguint un costum de l'època pel qual cada cònjuge utilitzava les inicials del seu corresponent en la signatura dels documents, tal com ho van declarar els mateixos reis l'any 1497 mitjançant l'ordenança que regulava el gravat de les monedes de plata, amb un significat genuí d'igualtat de tots dos sobirans.
Atribuïts en el seu conjunt erròniament a Antonio de Nebrija, a qui segons Menéndez Pidal només li correspondria la creació del lema Tanto Monta, la seva interpretació ha estat objecte de diverses conjectures per diferents autors molts dels quals es refereixen a explicacions fantàstiques o llegendes infundades. Pròpia del Rei era la divisa del nus gordià, d'arrelament en la corona d'Aragó, i que es disposava perpendicularment al jou, com així apareix en el cançoner de Marcuello o en els entramats del Palau de la Aljafería de Saragossa, però que a Castella va causar confusió i va ser associat a les corretges del jou. Les fletxes, per la seva banda, van ser representades en un nombre variable, però sempre apuntant cap avall. Amb el temps aquesta divisa pròpia dels Reis Catòlics com a esposos es va difondre a altres composicions heràldiques, sent adoptada en alguna de les seves variants com a part dels emblemes no solament de viles i ciutats, com per exemple Ronda, Marbella o Màlaga, sinó també d'Estats com Puerto Rico o els Països Baixos.[13]

### Emblema de la Falange

Bandera de FE-JONS (durant el franquisme, FET-JONS), amb el jou i el feix de fletxes. El color negre fa referència a la pólvora i el vermell a la sang.

L'adopció d'aquest símbol es va produir a causa d'una explicació d'un professor de la Universitat de Granada, Fernando de los Ríos, d'inclinacions socialistes, que en una classe de Dret Polític instruint sobre l'Estat Feixista i els seus símbols, va fer una anotació en l'encerat amb un ramell de fletxes entroncades amb un jou, indicant que aquest seria el símbol del feixisme d'haver nascut o sorgit a Espanya:
| « | Si algún día hubiese un fascismo español, éste podría ser el emblema. | » |

Un alumne assistent a aquesta classe, Juan Aparicio López, va ser el que va insinuar l'adopció d'aquest símbol per a les Juntes d'Ofensiva Nacional Sindicalista (JONS) d'Onésimo Redondo i Ramiro Ledesma. També va proposar la bandera vermella i negra i el lema «España, una, grande y libre».
| « | Oído el parecer del Consejo Nacional, esta Jefatura ha acordado lo siguiente: sobre el bolsillo izquierdo, en la misma camisa o en un trozo intercambiable de tela del mismo color, irá bordado el emblema de las cinco flechas y el yugo. | » |

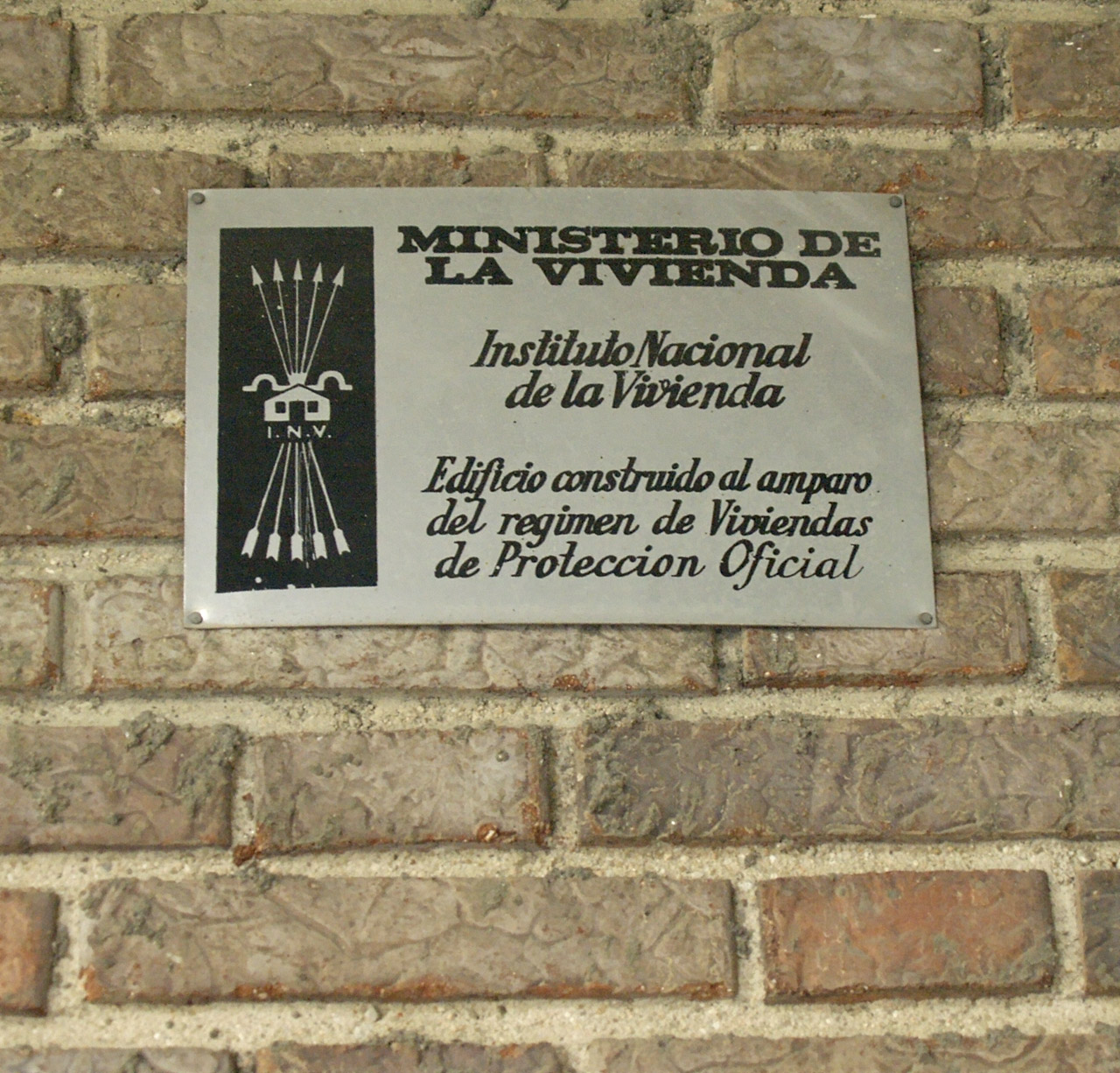
Emblema en habitatges de protecció oficial construïts durant el règim de Franco (Madrid, 2007). El partit únic utilitzava la maquinària sindical del Moviment Nacional, i amb ella la de la FET-JONS, per intentar dur a terme mesures nacionalsindicalistes, encara que aquestes sempre eren molt tímides. Un exemple d'això són els habitatges de protecció oficial de l'etapa del franquisme; una forma de satisfer les reivindicacions de Serrano Suñer.

El poeta i militant falangista Rafael Sánchez Maces va evocar en l'únic nombre de la revista El Fascio de 1933 les motivacions per a l'adopció per part de la Falange Espanyola d'alguns dels elements de la divisa dels Reis Catòlics, arribant a atribuir el seu origen a diverses de les obres del poeta romà Virgili (70 a.C.-19 a.C.), el simbolisme de les fletxes, com a expressió de la guerra evocada en la seva obra Eneida, i el jou, per a les labors agràries, basada en les Geòrgiques, amb el qual es pretenia conferir a la divisa un significat propi a l'ideari falangista:
| «                                                                         | (..) Repongamos en el escudo yugo y haz. Si el yugo sin las flechas resulta pesado, las flechas sin el yugo corren peligro de volverse demasiado voladoras. Tornemos, más que a una política, a una disciplina, a una conducta, a un estilo, a un modo de ser, a una educación. | » |
| — Sánchez Mazas, El Fascio, Haz y Yugo, 1927, Madrid, 16 de març de 1933. | |   |

Per als responsables de l'ideari falangista, com José Antonio Primo de Rivera, Juan Aparicio, Ernesto Giménez Caballero, Ramiro Ledesma, Orbegozo, que van deixar les seves reflexions en la revista Fascio l'emblema triat també s'aproximava al del feixisme italià, aquest al seu torn inspirat en el fascio o símbol dels lictors romans, mitjançant l'associació polisèmica en castellà de la paraula "haz", també del llatí fasces, que s'entén com a feix de fletxes o de blat, o com l'imperatiu del verb hacer, adequant-se a l'esperit revolucionari que es volia donar a la Falange i a la greu qüestió de la reforma agrària, tema de l'actualitat política dels primers anys de la Segona República. Sánchez Maces tornava a recordar la intencionalitat simbòlica associant el feix de fletxes a un vocable propi de la pagesia, que fins i tot va inspirar un conte tradicional: el del pare que, en morir, mana als seus fills grans partir un feix, cosa impossible, mentre que el fill petit ho aconsegueix fàcilment trencant les espigues d'una en una. La moralitat del conte és que, romanent units com el feix, seran invencibles. El jou i el feix de fletxes volien simbolitzar una forma de vida i una forma de governar, prudent i alhora emprenedora:
| « | El yugo sin las flechas resulta pesado, las flechas sin el yugo corren peligro de volverse demasiado voladoras. | » |

Jou i Fletxes

El disseny del jou i el feix de fletxes va ser descrit en la pragmàtica expedida pels Reis Catòlics a Medina del Campo l'any 1497, per dur a terme la seva reforma monetària en què pretenien unificar el sistema monetari a més de regular el funcionament de les cases de moneda i moneders.

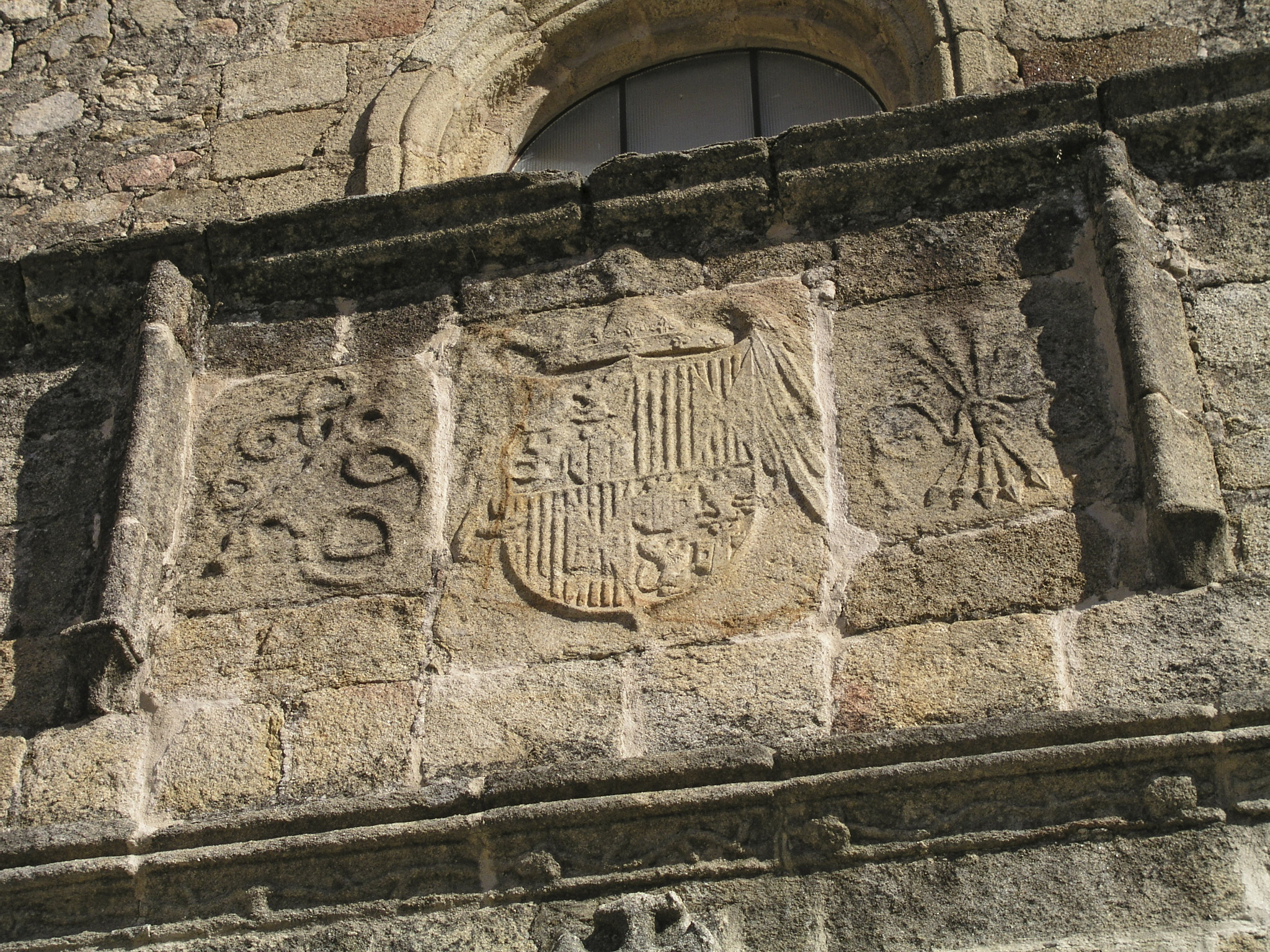
Emblemes dels Reis Catòlics en la façana de l'església de Santiago, de Losar de la Vora (Càceres), c. 1500.

En les monedes van introduir el jou, el feix i el nus gordià.

L'emblema del Jou va ser el proposat per Antonio de Nebrija a Fernando com a emblema de la seva esposa Ysabel, que anteriorment li havia demanat que l'emblema comencés per Y. El poeta li va proposar el Jou perquè va ser l'objecte al qual estava lligada una corda amb el «nus gordià», un nus que era impossible de deslligar per tothom menys per qui estigués destinat a ser el conqueridor del món. El mateix Alexandre Magne va treure la seva espasa i el va tallar exclamant «Tanto monta» (tant és), perquè el rei prengués l'acció directa per fer valdre la seva posició.
| « | Los miembros y pedazos de España, que estaban por muchas partes derramados, se redujeron y ayuntaron en un cuerpo y unidad de reino. La forma y travazón, del cual casi está ordenada que muchos siglos vivirá y tiempos, no lo podrá romper ni desatar. | » |

I ofert l'any 1516 a l'emperador Carles V:
| « | Vuestra alteza debe venir a tomar en la mano aquel yugo que el católico rey vuestro abuelo os dejó, con el cual tantos bravos y soberbios se domaron y en la otra las flechas de aquella reina sin par, vuestra abuela, Doña Isabel, con que puso a los moros tan lejos. | » |

El decret de 1938, que especificava el nou escut d'armes del règim, va incloure aquests elements segons la disposició usada al segle xiv, és a dir, amb el feix de fletxes apuntant cap avall, però a partir de 1945, el nou disseny va variar aquesta posició i des de llavors, el feix apuntaria cap amunt, aproximant-la a la interpretació falangista. Aquest símbol va ser adoptat pel franquisme com a símbol del nou i únic partit del règim, Falange Espanyola Tradicionalista de les JONS (FET-JONS), fruit de la unió de Falange Espanyola de les JONS i Comunió Tradicionalista (carlistes) en el qual també es van integrar membres de la resta dels partits i grups dretans que recolzaven la revolta i que havien quedat dissolts després de l'inici de la Guerra: la Confederació Espanyola de Dretes Autònomes (CEDA), monàrquics alfonsins i altres partits de significació dretana, agraris, etc.

## El víctor

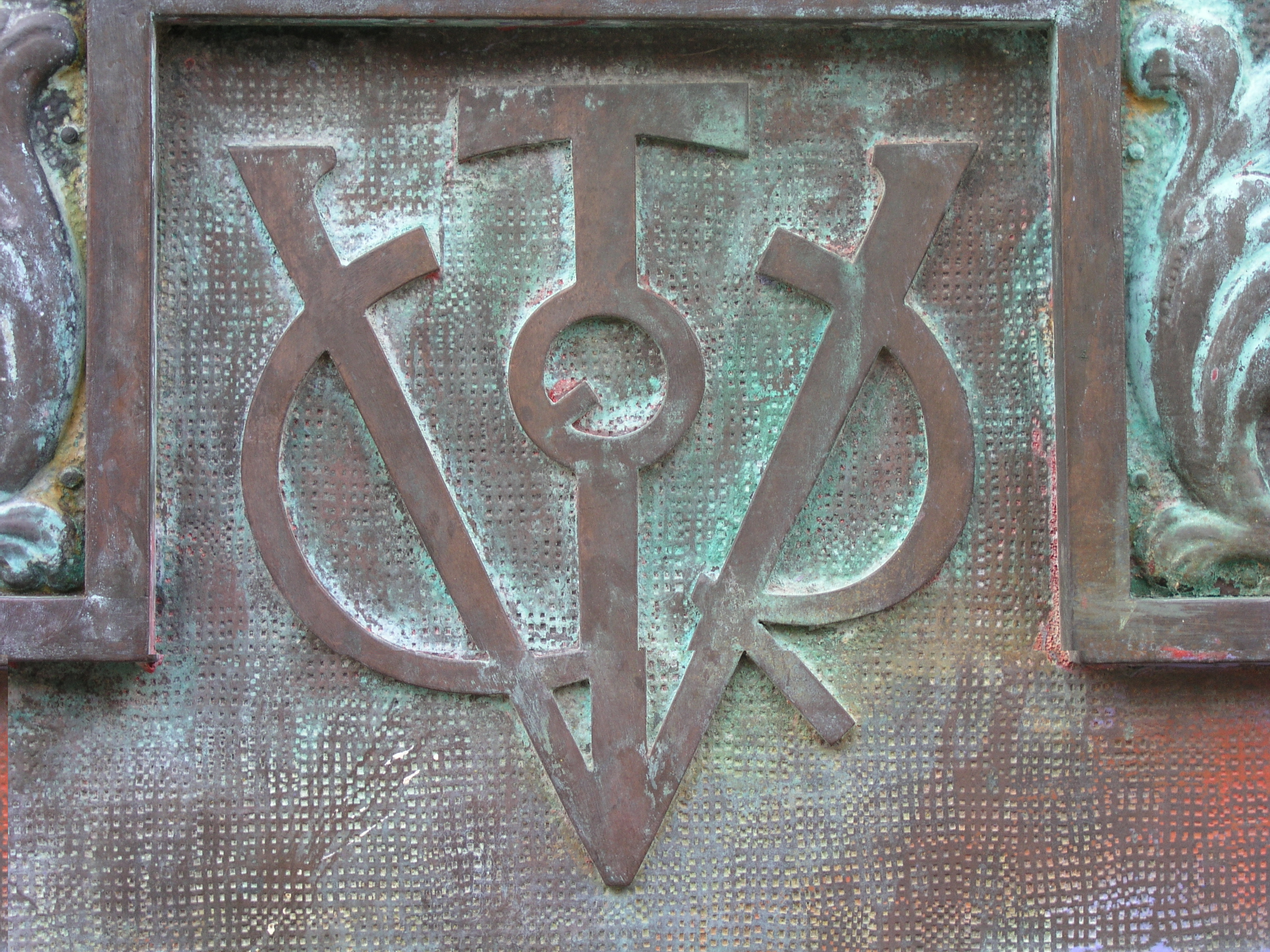
Detall del víctor. Conté cadascuna de les seves lletres en el símbol.

El víctor és un símbol encunyat en l'Imperi Romà i que va derivar del crismó.
A partir de l'Edicte de Milà l'any 313 de la nostra era, el crismó apareixia en monedes, estendards i amb el temps va passar a formar part també dels escuts dels legionaris romans. Segons la llegenda, a l'emperador Constantí en els seus somnis, la nit anterior a la batalla del Pont Milvi, se li va aparèixer el crismó al costat de les paraules de «In hoc signo vinces» («Amb aquest signe venceràs»). L'endemà aquest va substituir l'àguila imperial pel crismó o labarum i va guanyar la batalla.

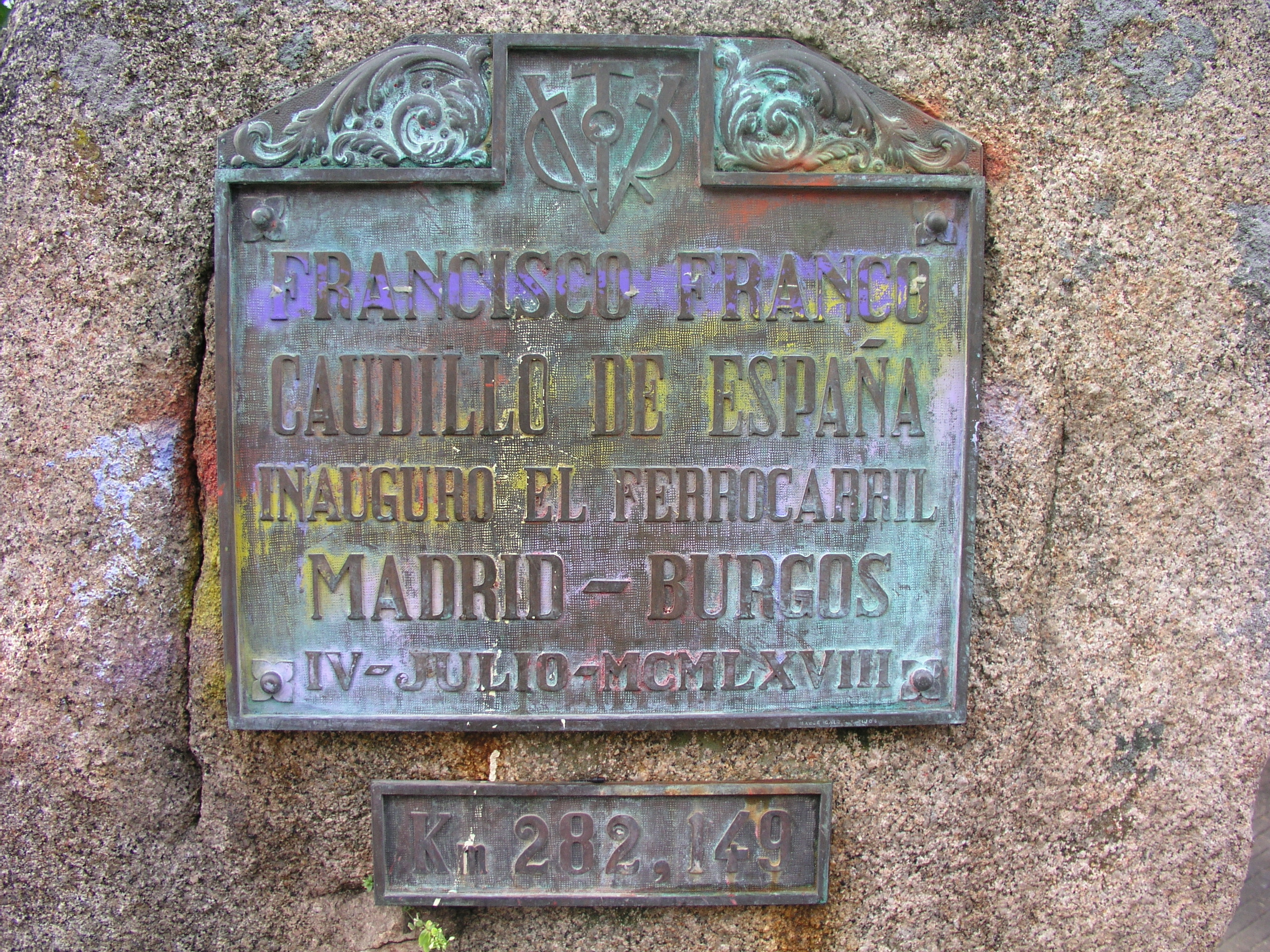
Placa d'inauguració del ferrocarril de Madrid a Burgos pintada amb els colors de la bandera de la Segona República Espanyola.

A poc a poc va anar transformant-se en els escuts romans fins a adoptar una altra forma molt diferent. S'havia convertit en un altre símbol: el víctor, "Escut de la Victòria" o "Victoriós".
Va ser adoptat per algunes universitats espanyoles des del segle xiv, com la Universitat de Salamanca i més tard la d'Alcalá de Henares, així com unes altres el van utilitzar com a emblema per als doctors: en obtenir aquest grau, es pintava el víctor, al costat del nom del doctorat en els murs de la ciutat, amb pintura vermella o negra (alguns dels antics es conserven avui dia, i la USAL continua la tradició inscrivint els noms dels doctorats en els murs de la facultat corresponent, al costat del símbol del víctor).
Per la seva connotació de victòria, es va triar com a símbol adequat per a la Desfilada de la Victòria (celebrada a Madrid el 18 de juliol de 1939) i, a partir de llavors, durant tota la dictadura franquista, com a emblema propi de Franco. Erròniament es pensa que va ser dissenyat per l'ocultista Corintio Haza, que hauria incorporat a l'emblema símbols astrológics per a protegir simbòlicament al dictador.

## Estendard, guió i escut de Franco

Escut personal de Franco.

Emblema personal de Franco.

L'any 1940 es va crear l'estendard i guió que van ser usats fins a la seva defunció pel dictador. La pròpia banda i els dos dragants contenien les columnes d'Hèrcules amb fust en plata, base i capitell corinti en or i ambdues timbrades amb una corona imperial en la columna propera al costat del màstil i una corona reial oberta en la columna més allunyada. La columna del costat més proper al màstil apareixia col·locada a la vora inferior, mentre que l'altra estava en la vora superior.
En la creació de l'estendard es va utilitzar de base la Banda Reial de Castella, que era una banda personal dels reis de Castella i posteriorment usada pels Habsburg.
L'estendard, la bandera que va ser hissada en residències oficials, aquarteraments i naus de l'Armada, va consistir en una ensenya quadrada amb els elements esmentats.
La Banda de Castella i les Columnes d'Hèrcules també van formar part de l'escut personal que va usar Franco com a Cap d'Estat. En aquest escut figurava així mateix acolada la Creu Llorejada de Sant Ferran i una corona oberta, sense diademes, anomenada corona militar de cabdillatge.

## Les estàtues de Franco

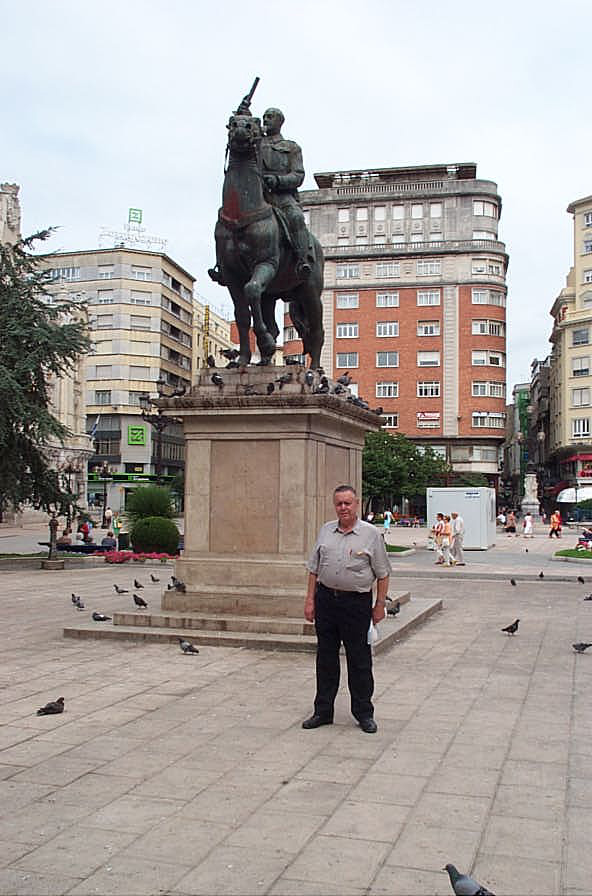
Última estàtua eqüestre de Franco, retirada per l'ajuntament de Santander el 18 de desembre de 2008.

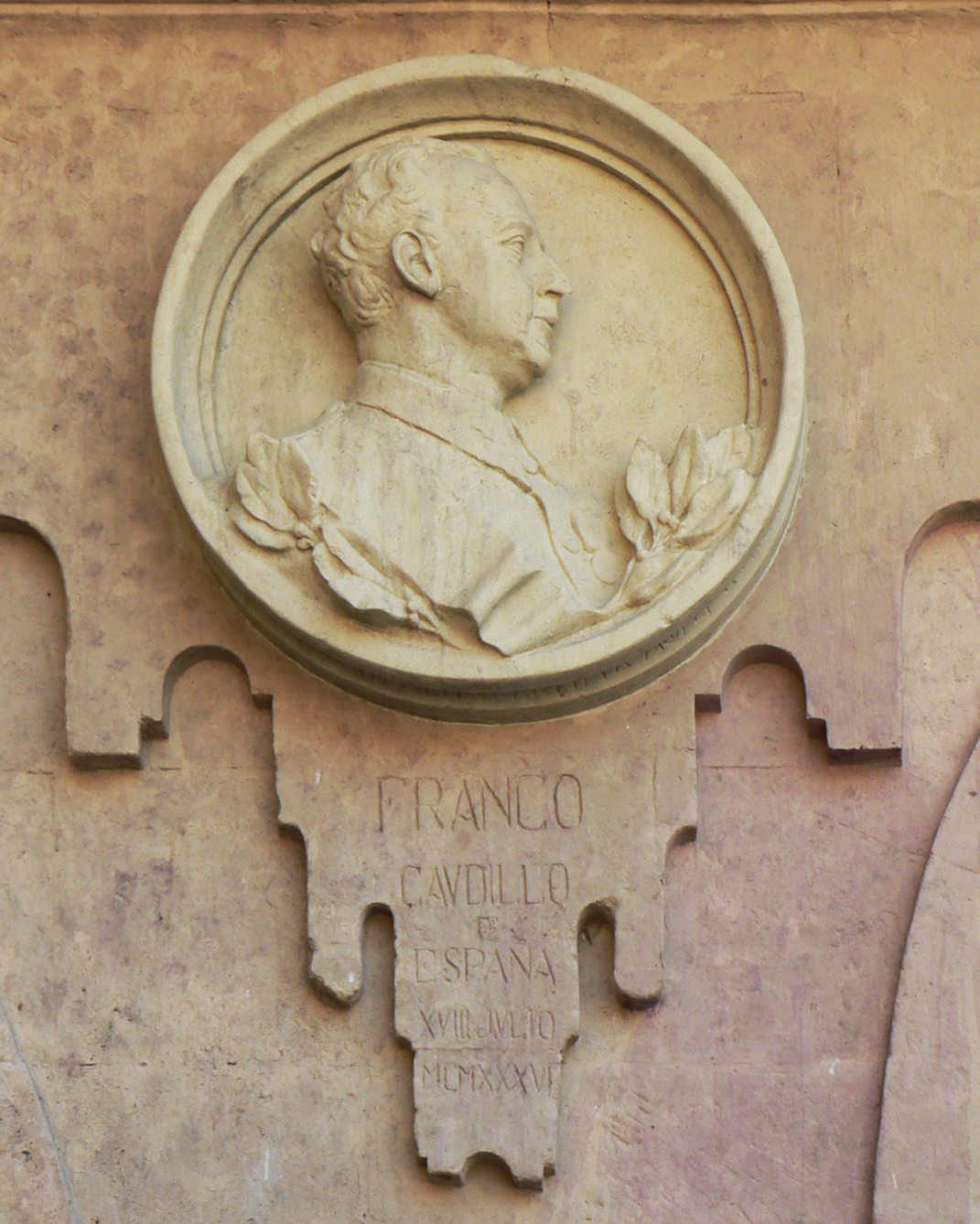
Medalló de Franco a la Plaça Major de Salamanca, com a part del programa iconogràfic de l'àgora de Salamanca.

Són les representacions escultòriques que existeixen de tot tipus del dictador: eren busts, estàtues eqüestres, etc., que, durant el règim, es col·locaven a les places o llocs emblemàtics de moltes ciutats espanyoles.
Quant al nombre i significació d'aquestes estàtues en cadascun dels períodes del franquisme, s'ha proposat una interpretació segons la qual fins a l'any 1959 (sobretot en els anys quaranta) es pretenia legitimar el règim i «perpetuar la memòria de la victòria»; en els anys seixanta es rendia «homenatge particular a Franco i a la seva obra» (en un esperit coincident amb el de la commemoració dels XXV Anys de Pau –1964); i en l'últim període (perllongat després de la mort de Franco fins a 1978) es pretén «fixar la memòria» amb un «objectiu immobilista».
Les estàtues eqüestres més significatives es van emplaçar en llocs destacats de València, Santander i els Nous Ministeris de Madrid (l'original, dissenyada inicialment per a la Universitat Complutense l'any 1959, obra de José Capuz); i amb altres models a Barcelona, Zaragoza (1948), Melilla, Ferrol i l'Institut Ramiro de Maeztu de Madrid (1942, de mida menor al natural i traslladada en els anys vuitanta a l'Acadèmia d'Infanteria de Toledo).

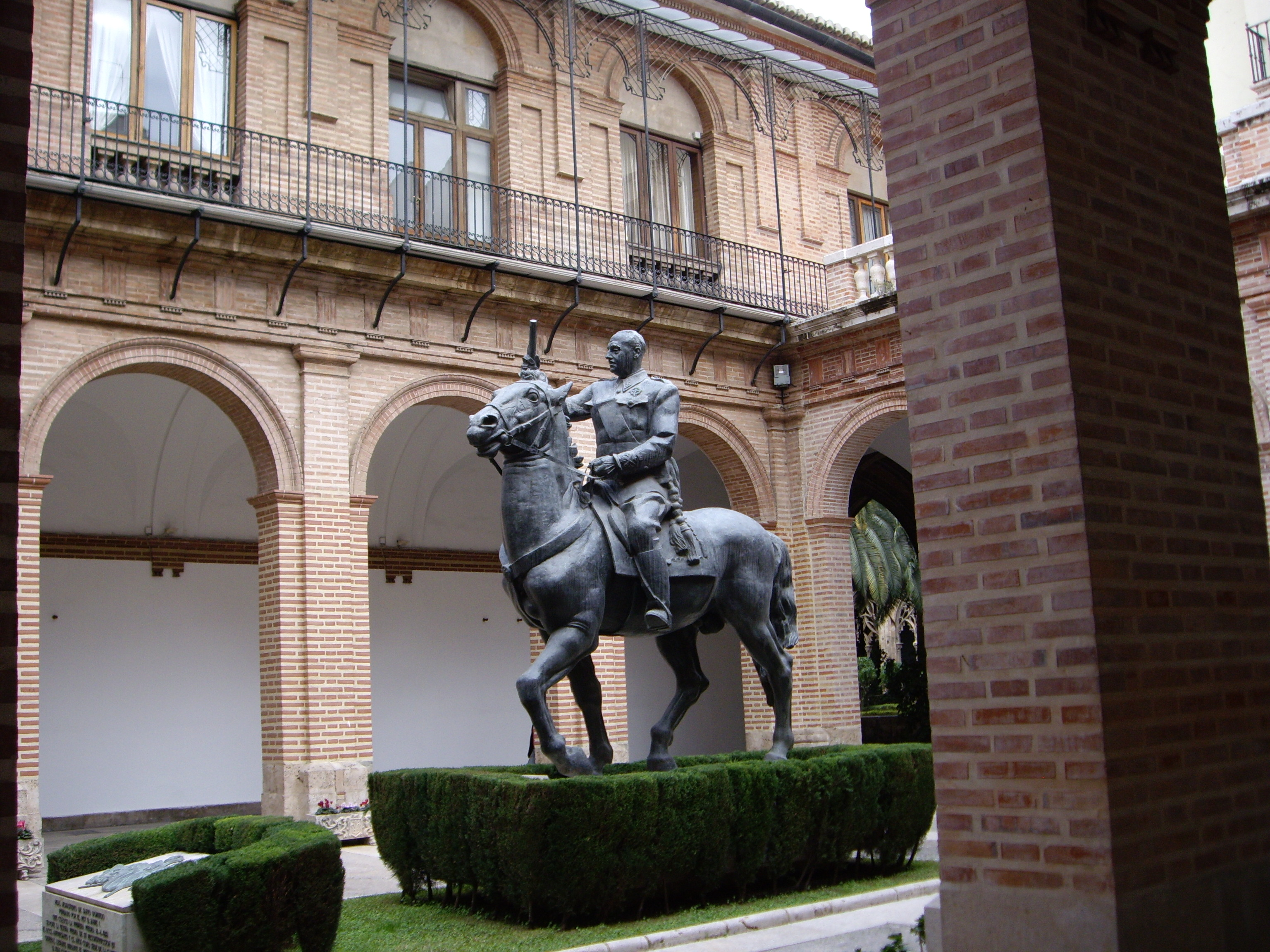
Estàtua eqüestre de Franco a València.
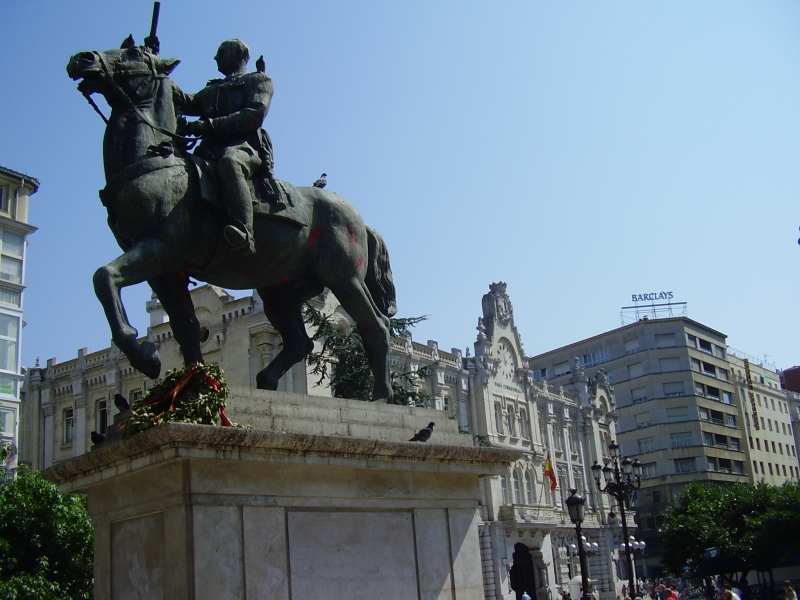
Estàtua eqüestre de Francisco Franco a Santander.

Llocs on es troben aquestes estàtues en l'actualitat:
- Ferrol: aquí es troba el símbol franquista per excel·lència en la vila natal de Franco. Estàtua de més de sis metres d'altura que durant anys va presidir la Plaça d'Espanya i l'exterior del Museu Naval de Herrerías, dins de l'Arsenal Militar. El Ministeri de Defensa va exigir a l'Ajuntament de Ferrol la retirada de l'estàtua eqüestre. El 14 de gener de 2010, l'alcalde de Ferrol, Vicente Irisarri, del PSOE, va anunciar que la corporació local, propietària de l'estàtua, havia acordat en Junta de Portaveus guardar l'efígie en un magatzem militar.[30]
- Toledo: es troba en un lateral de la façana principal de l'Acadèmia d'Infanteria de Toledo.
- València: estàtua eqüestre del dictador que es va retirar de València l'any 1983 i que ara es conserva al pati del convent de Santo Domingo.
- Melilla: conserva l'única estàtua de Franco dempeus que pot contemplar-se en una via pública i que, després de ser retirada l'any 2005 a causa d'unes obres que s'anaven a realitzar, es va tornar a col·locar a uns 50 metres de la seva anterior ubicació. Aquesta estàtua va ser realitzada abans de ser Cap de l'Estat i es deu als seus assoliments en la Guerra d'Àfrica.
- Corunya: existeixen escultures i plaques de Franco en diversos punts de la ciutat, com la imatge del dictador a cavall envoltat per la guàrdia mora del Palau de María Pita.
- Salamanca: a la Plaça Major hi havia un medalló de pedra amb el seu bust, retirat l'any 2017.
- Oviedo: al costat del Parc San Francisco i dins del complex d'edificis pertanyents al Govern Civil d'Astúries, es va alçar un monument que en un lateral porta un medalló de bronze orientat cap al parc amb l'efígie de Franco.

### Últimes estàtues retirades

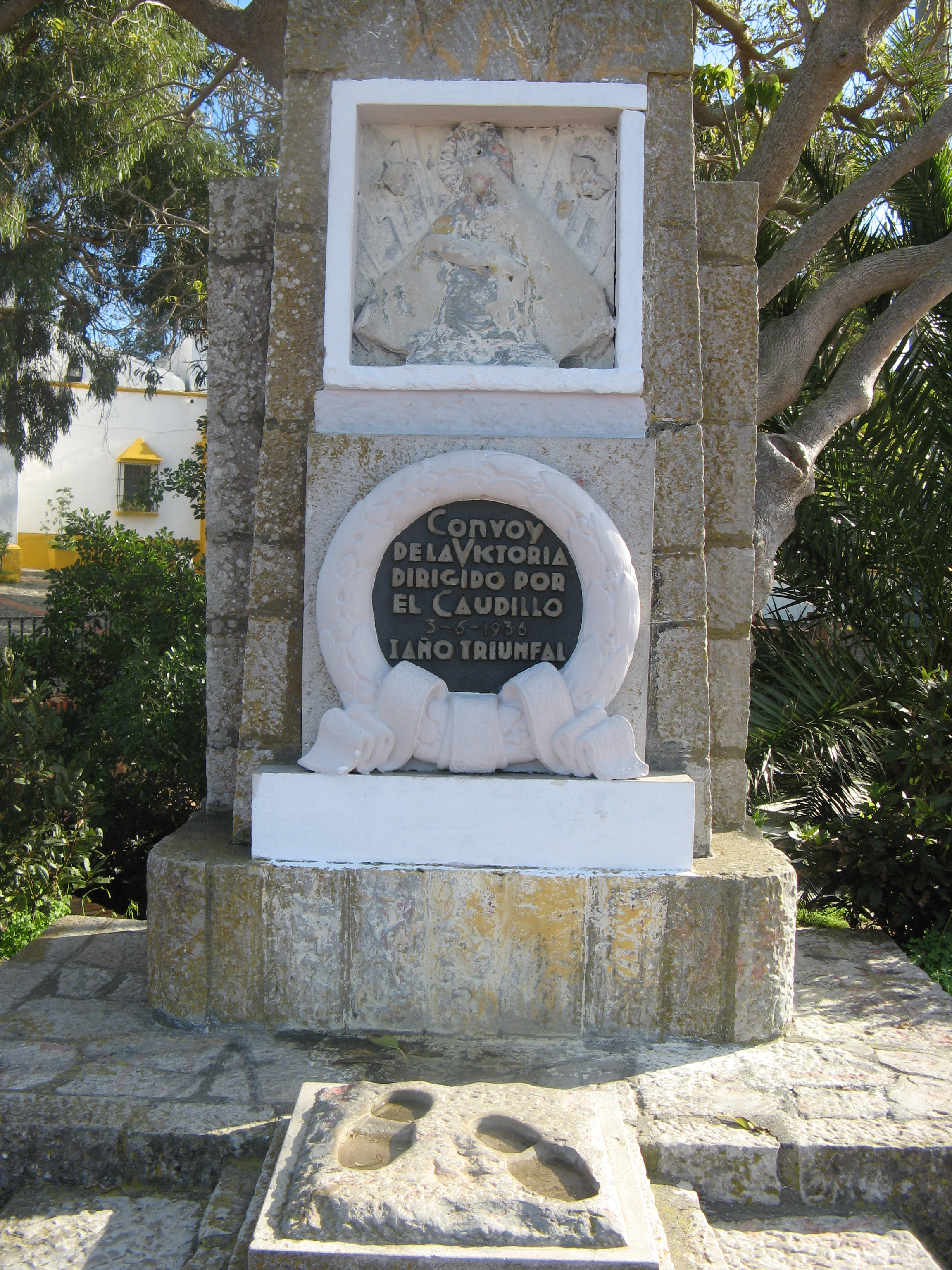
Els peus de Franco, Ceuta.

- Fins al febrer de 2010, a Ceuta es trobava un monument denominat Els peus de Franco, on estaven les seves petjades al costat de l'única ermita de la ciutat.[31]
- L'última estàtua eqüestre de Franco a Santander va ser retirada el 18 de desembre de 2008.[32]
- Una estàtua de Franco que es trobava al pati de l'Acadèmia General Militar de Saragossa va ser retirada a l'agost de 2006.[33]
- Un bust que romania situat en un lloc públic de la Comunitat Valenciana es va retirar al setembre de 2005, a la Pobla de Vallbona.
- A Guadalajara es va acordar el mes de març de 2005 retirar l'escultura del general Franco de la plaça Beladíez i el bust de José Antonio Primo de Rivera del parc de la Concòrdia.[34]
- El 17 de març de 2005 es va retirar l'estàtua situada en els Nous Ministeris al costat del Passeig de la Castellana de Madrid.[35]

## Monuments i plaques als «Caiguts per Déu i per Espanya».
Els monuments i plaques pels «Caiguts per Déu i per Espanya» es van col·locar en molts pobles, la major part en l'exterior de les esglésies, i contenien una llista de noms dels morts d'aquest poble pertanyents al bàndol nacional i seguida del crit de «Presents!» similar al de José Antonio Primer de Rivera. Les plaques solien estar fetes de marbre i rematades amb bronze o amb algun altre tipus de metall, encara que n'hi havia de molts tipus. A vegades les plaques es col·locaven en les parets de les esglésies o en el lloc de la defunció de les víctimes que apareixien en aquestes si hi havia alguna paret a prop; si no també se solia fer un monument en forma de creu o un obelisc de baixa altura i allí gravaven els noms o bé adossaven la placa al monument. En molts municipis s'ha optat per traslladar aquest tipus de monuments als cementiris, i en algun cas s'han reconvertit en homenatges als «caiguts» de tots dos bàndols.
Va haver-hi un altre tipus de plaques d'inauguració d'institucions i infraestructures, tals com a línies de ferrocarril, estacions, pantans, etc., que encara perduren en l'actualitat.
Moltes d'aquestes plaques i monuments ni es mantenen ni es retiren. D'aquesta manera, queden exposades al públic que pugui accedir a aquests monuments i plaques que es troben envaïts per la deterioració o són objecte de vandalisme.

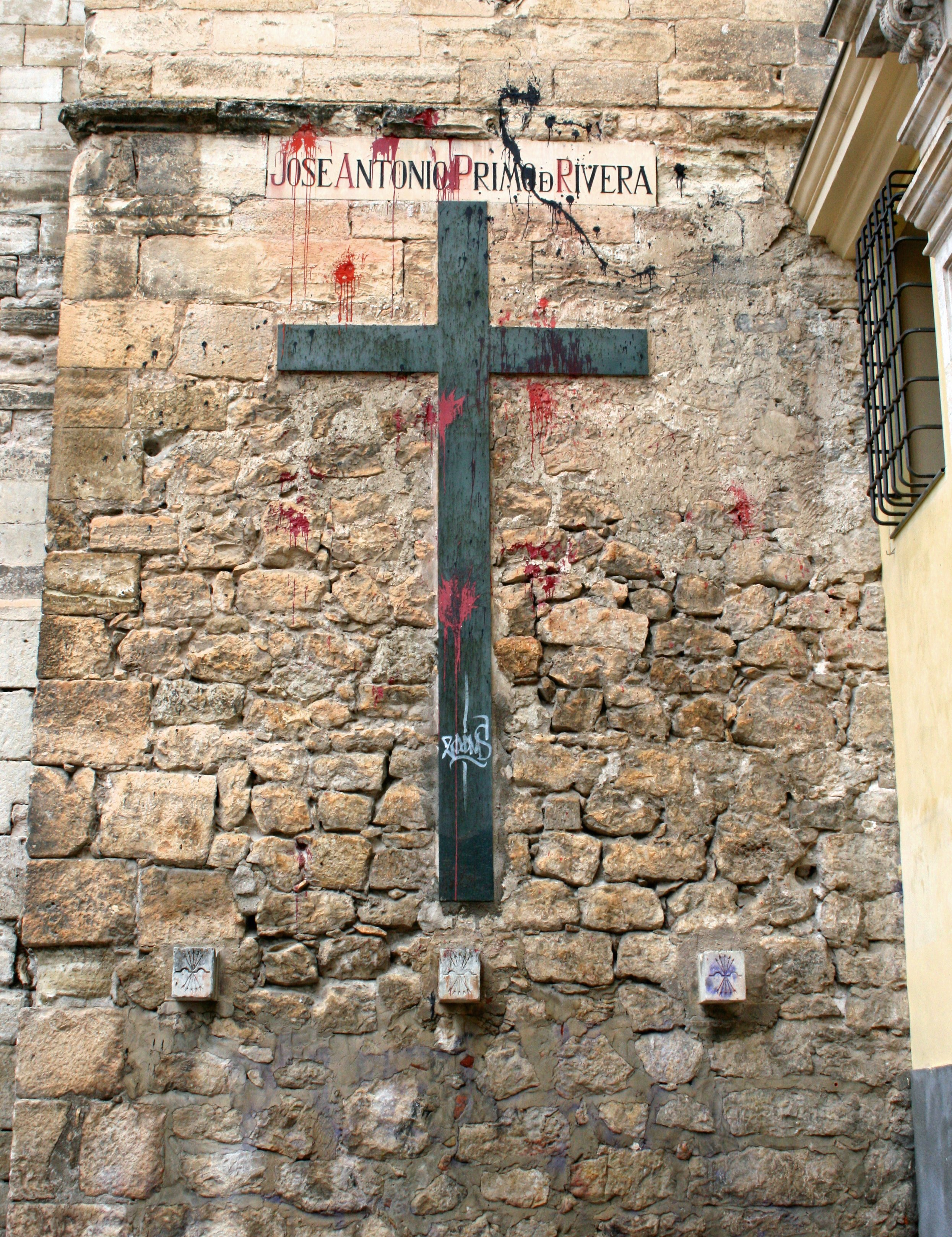
Creu tacada de pintura vermella a la Catedral de Cuenca.
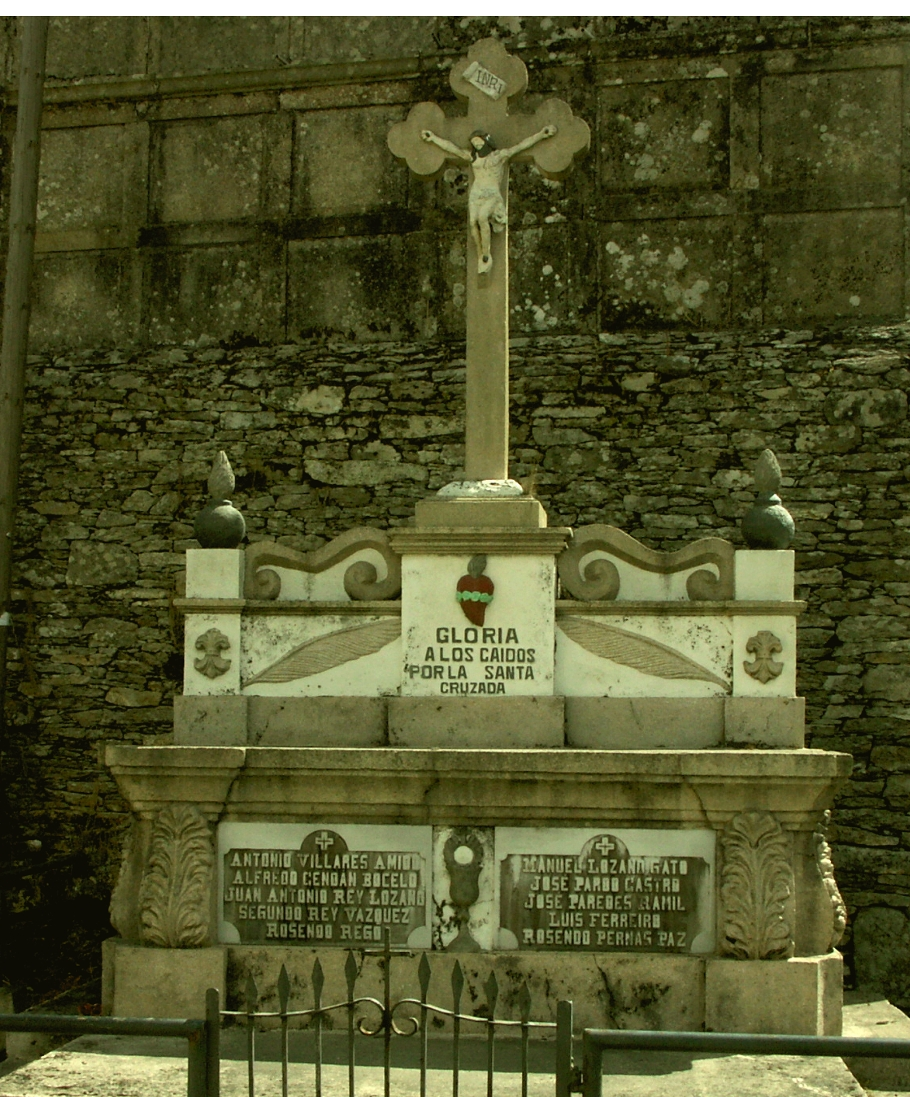
Monument als caiguts al cementiri de Goiriz, Villalba, Lugo.
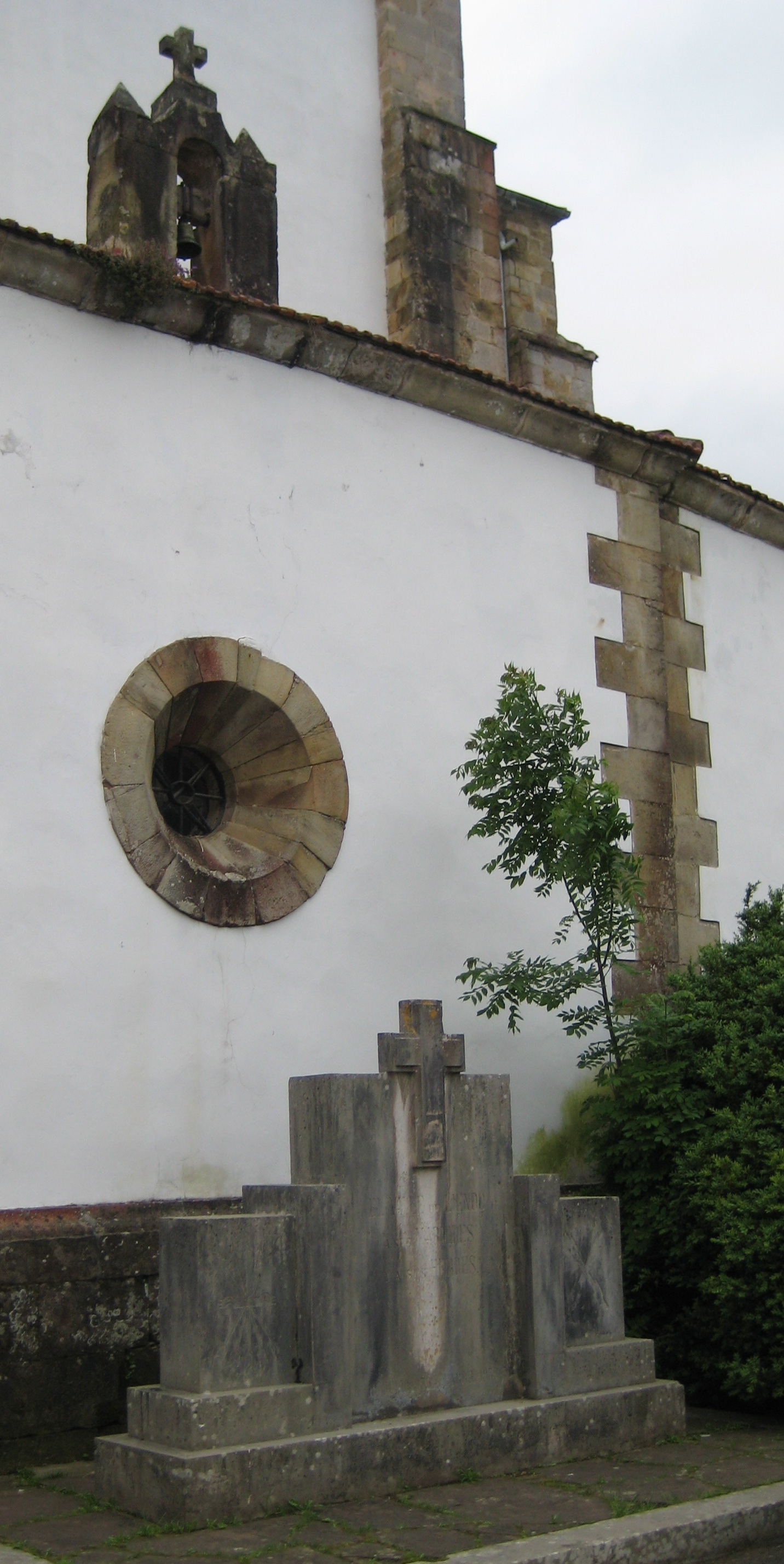
Monument als caiguts de Liendo, Cantabria.
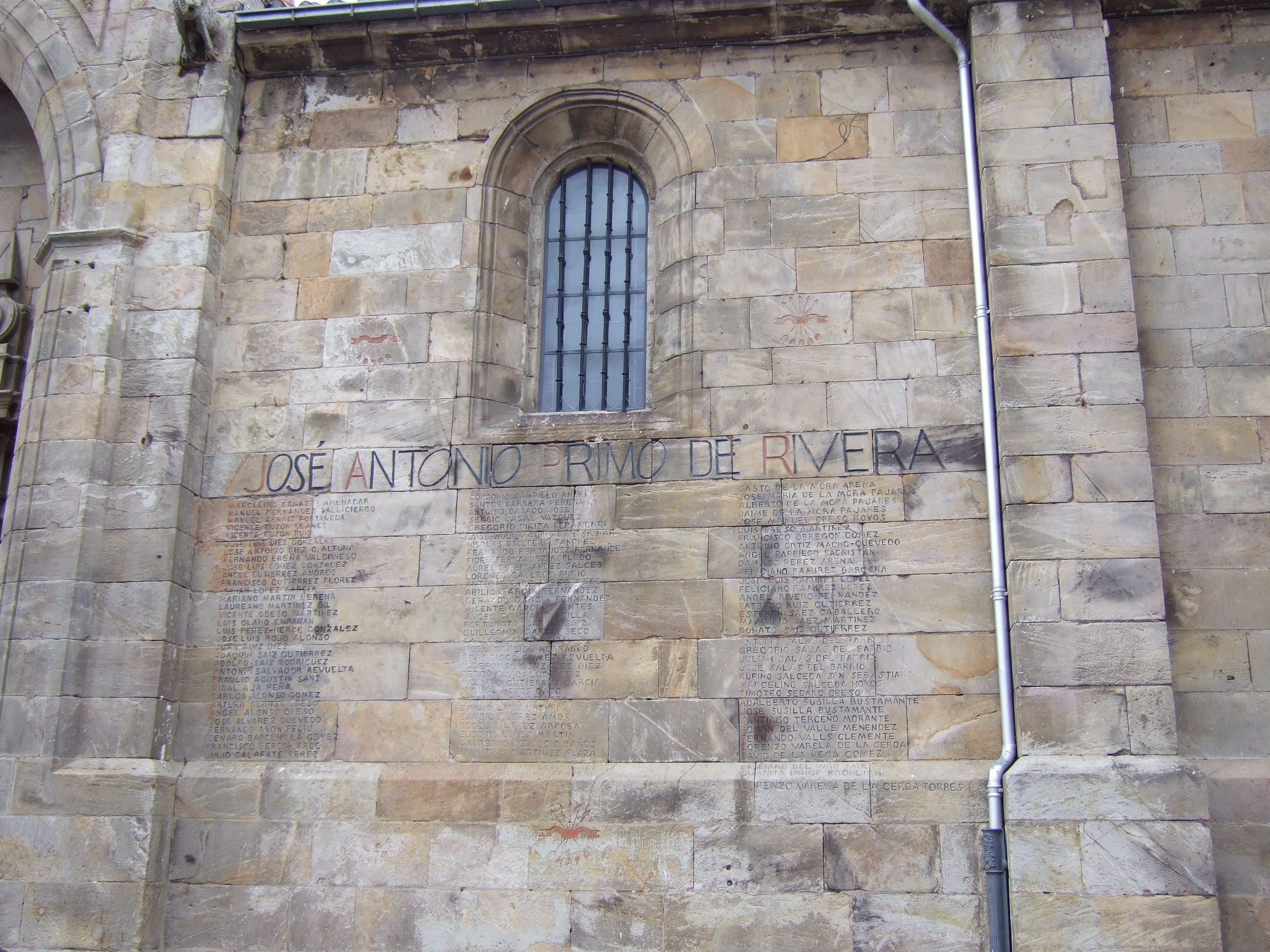
Llista dels caiguts inscrit en una església de Reinosa, Cantabria.
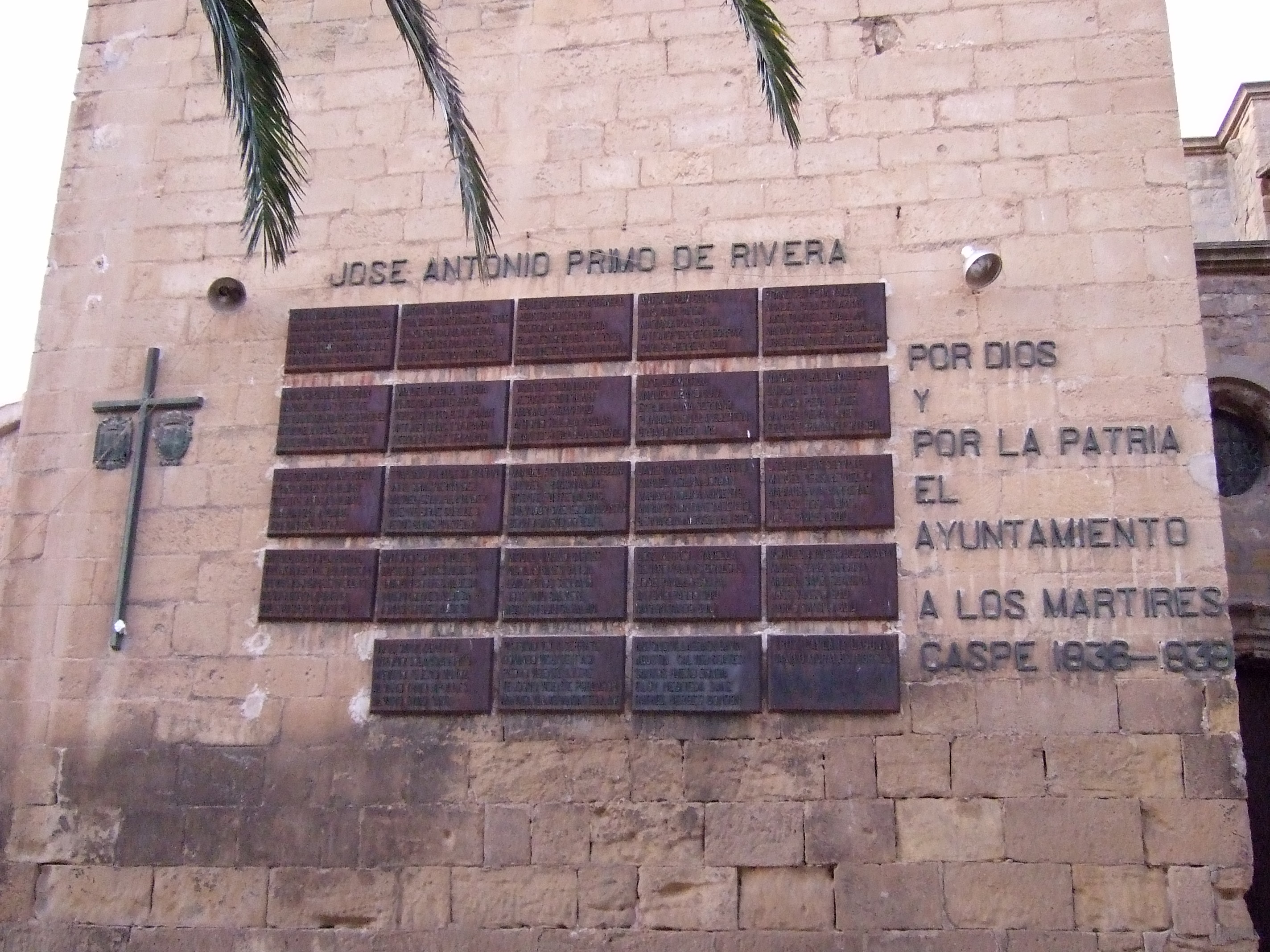
Plaques amb un llistat dels caiguts de Casp, Zaragoza.
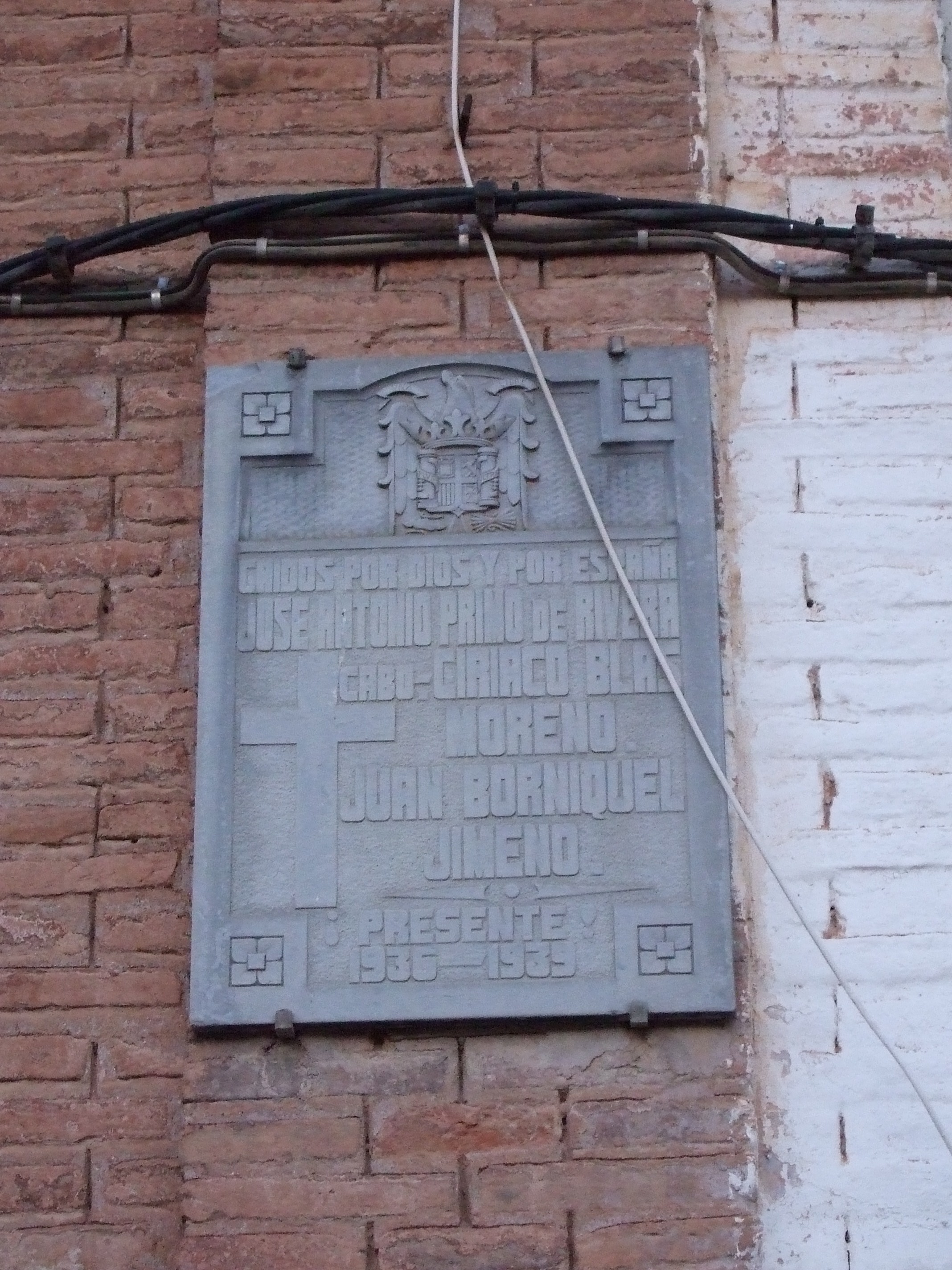
Làpida a Chodes, Zaragoza.
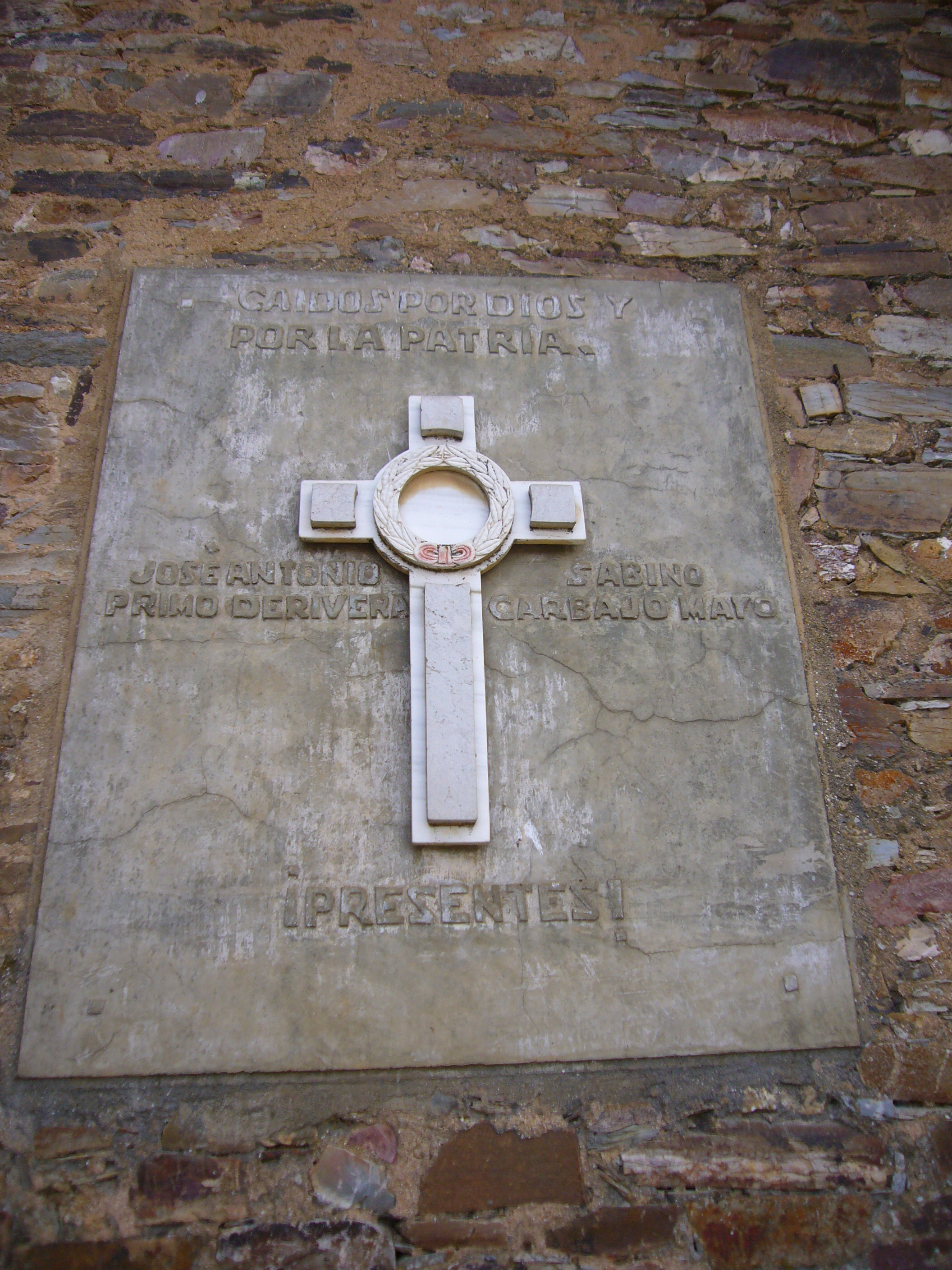
Ferreruela, Zamora.
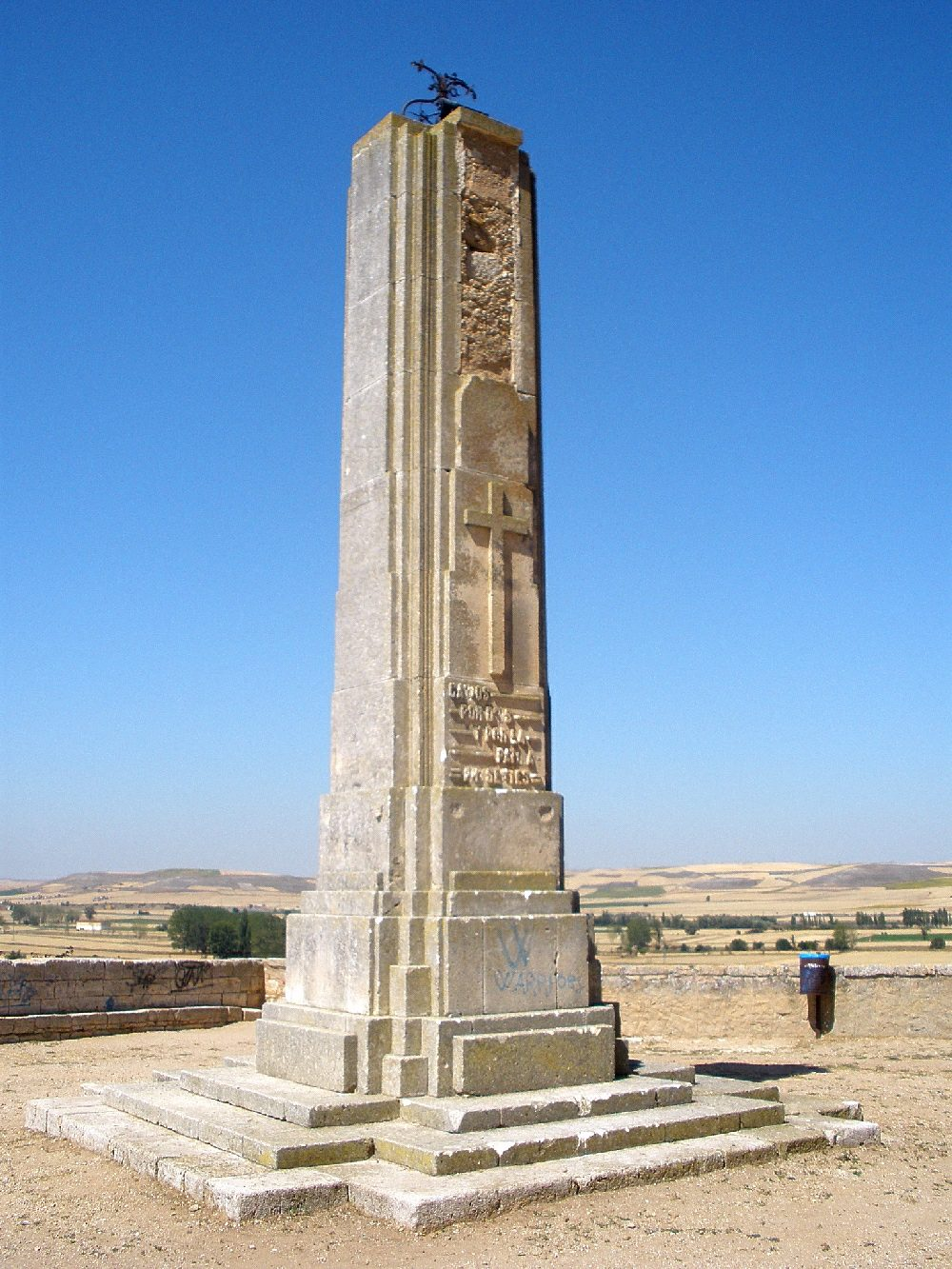
Pampliega, Burgos.
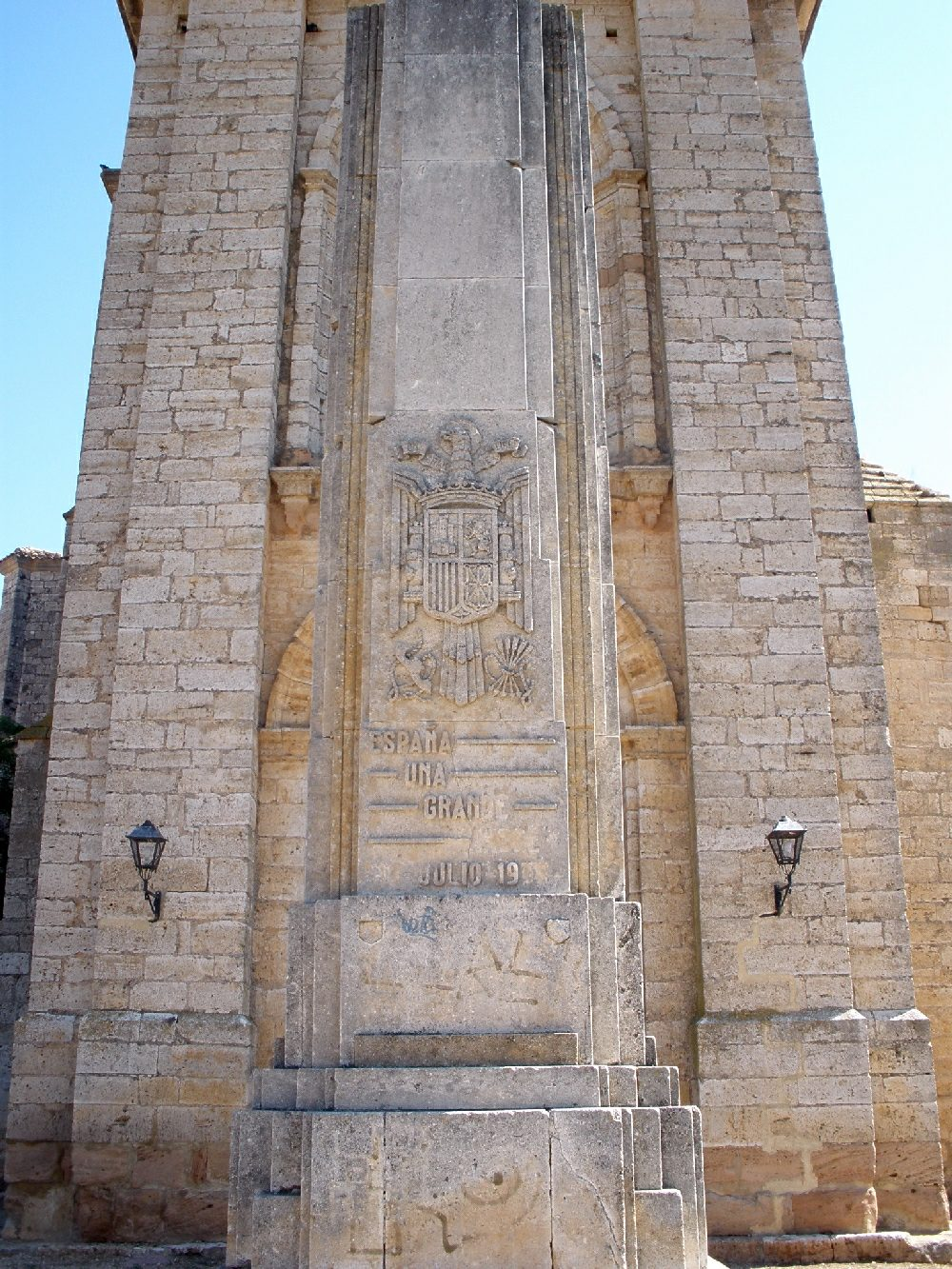
Pampliega, Burgos.
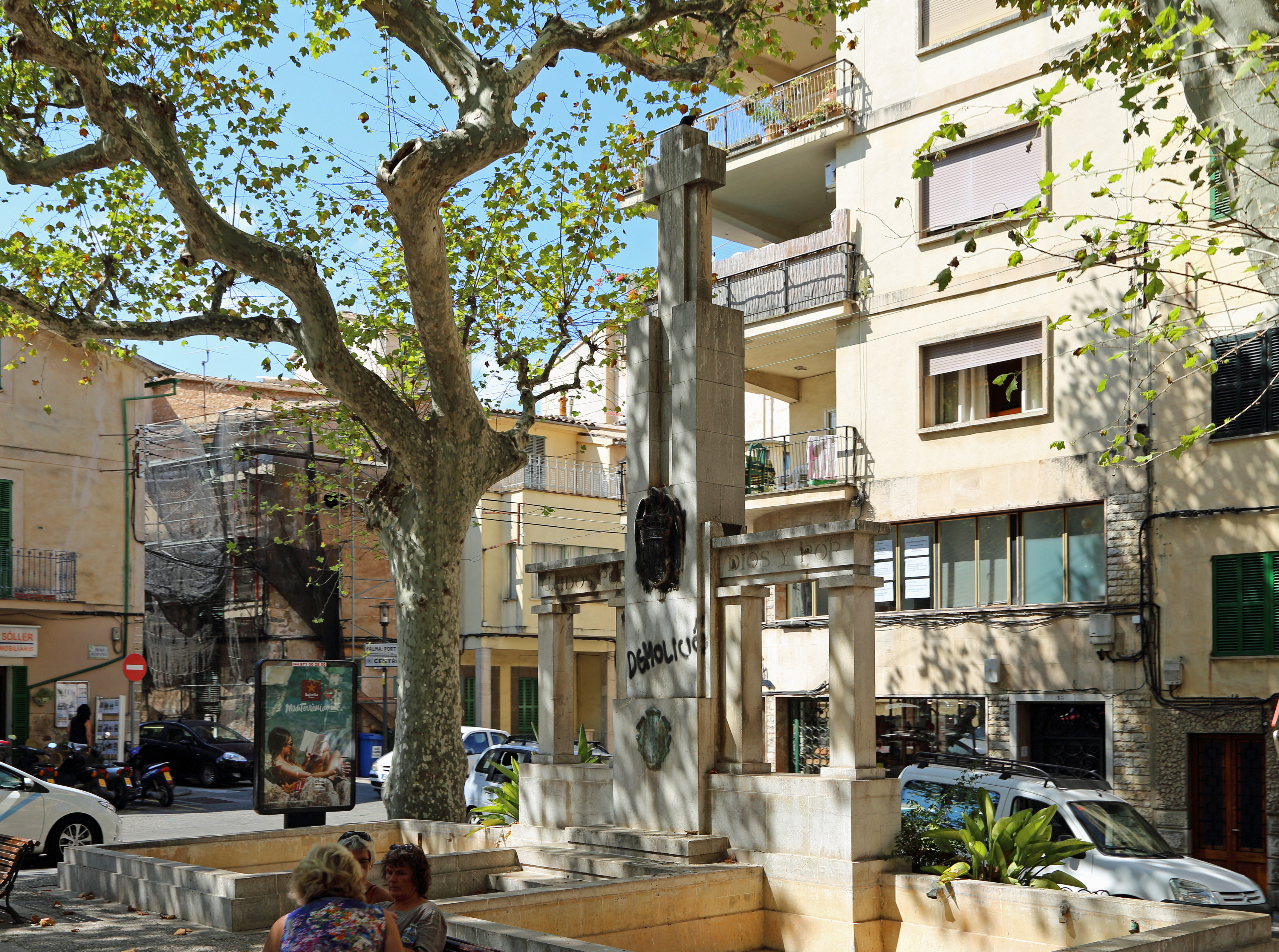
Sòller, Mallorca.
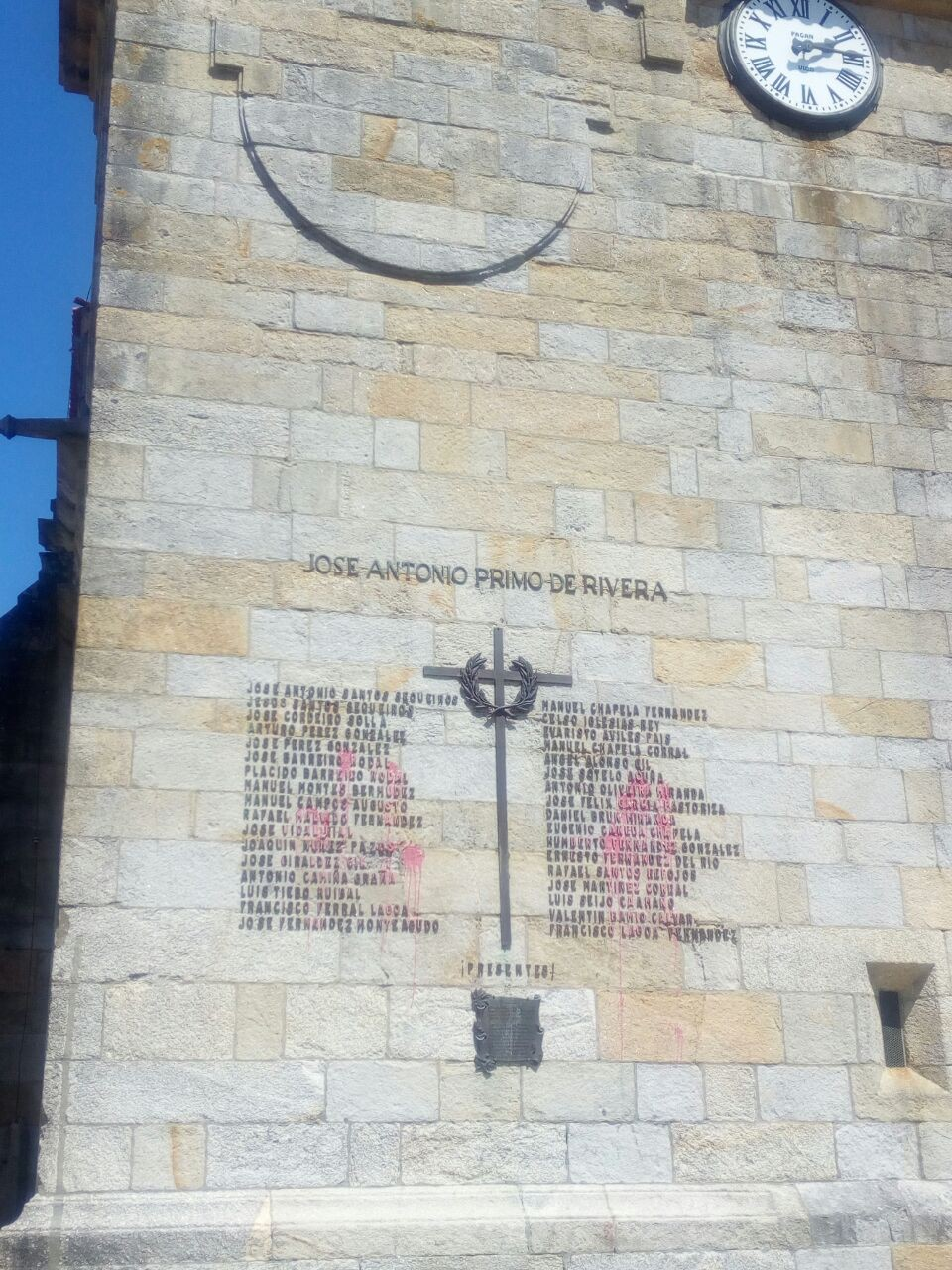
Província de Sòria.

## Toponímia

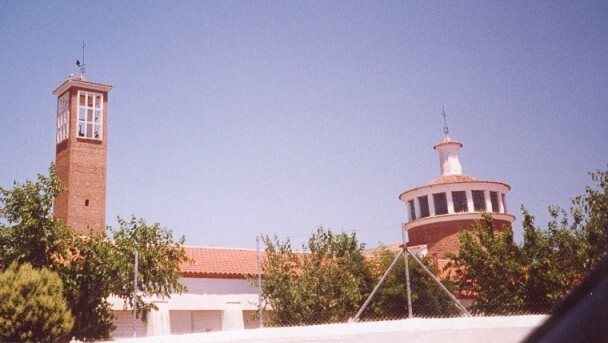
Alberche del Caudillo a la província de Toledo (Espanya).

En l'actualitat set localitats conserven el record de Francisco Franco en les seves denominacions oficials: Llanos del Caudillo (Ciudad Real), Alberche del Caudillo (Toledo), Villafranco del Guadalhorce (Màlaga), Guadiana del Caudillo i Villafranco del Guadiana (ambdues a Badajoz), i Bembézar del Caudillo (Còrdova). Águeda, originalment denominada com Águeda del Caudillo va canviar de nom al març de 2017 per complir amb la Llei de Memòria Històrica.
Franco també va voler honrar als generals del bàndol nacional durant la guerra posant els seus noms a diverses localitats que encara conserven, com Alcocero de Mola (abans Alcocero, a la província de Burgos, on es va estavellar l'any 1937 l'avió del general Mola), Quintanilla de Onésimo (abans Quintanilla de Baix, a la província de Valladolid, en honor del fundador de les JONS, Onésimo Redondo), San Leonardo de Yagüe (abans San Leonardo, a la província de Soria, pel capità general Yagüe) o el poblat de Queipo de Llano (pertanyent al terme municipal de la Puebla del Río, a la província de Sevilla, pel tinent general Gonzalo Queipo de Llano, que va ser una antiga colònia creada per ell durant la Guerra Civil en les marismes del Guadalquivir per al cultiu de l'arròs i actualment despoblada).
Altres pobles i ciutats que van mantenir noms semblants durant dècades en honor del dictador van ser El Ferrol del Caudillo des de 1938 fins a 1982 (ara Ferrol, a La Corunya), Barbate de Franco des de 1940 fins a 1998 (ara Barbate, a Cadis), Bardena del Caudillo des de 1959 fins a 2008 (ara Bardenas, pertanyent al municipi de Eixea, a Saragossa) i Villafranco del Delta –des de 1956 fins a 2003– (ara Poblenou del Delta, pedania d'Amposta a Tarragona), encara que els van retirar després de la recuperació de la democràcia.
El cas de Numància de la Sagra (Toledo) és molt particular. Aquesta localitat s'havia denominat des de l'Edat Mitjana com Azaña (vocable àrab-mossàrab que significa sínia), però fins a l'inici de la Guerra Civil va coincidir amb el primer cognom del segon president de la Segona República Espanyola des de l'11 de maig de 1936, Manuel Azaña, per la qual cosa després de quedar en zona nacional al juliol de 1936 es va decidir substituir-ho. Actualment es diu Numància pel regiment que ho va prendre i «la Sagra» per la comarca a la qual pertany.

## Nomenclàtor dels carrers

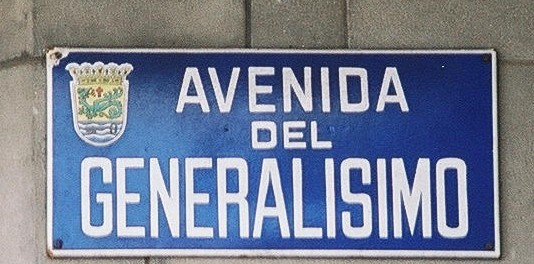
Placa de l'Avinguda del Generalísimo.

El record de Franco segueix present també en els noms de carrers, places i avingudes de diversos pobles i ciutats. També hi ha carrers, avingudes i places en moltes de les ciutats i pobles d'Espanya amb noms de generals del bàndol nacional durant la Guerra Civil, alts comandaments militars com Mola, Sanjurjo, Moscardó, Yagüe, Millán Astray, etc. Van ser utilitzats així mateix com a icones franquistes les efígies i noms de personatges com José Antonio Primo de Rivera, Ramiro Ledesma, Onésimo Redondo, José Calvo Sotelo, etc., encara que la seva relació amb el règim de Franco no va poder ser personal —no els va donar temps, ja que van morir abans o durant la guerra; el mateix José Antonio, que estava empresonat, es va oposar a l'Alçament Nacional i a formar part de la conspiració prèvia.

## Monuments

### L'Arc de la Victòria

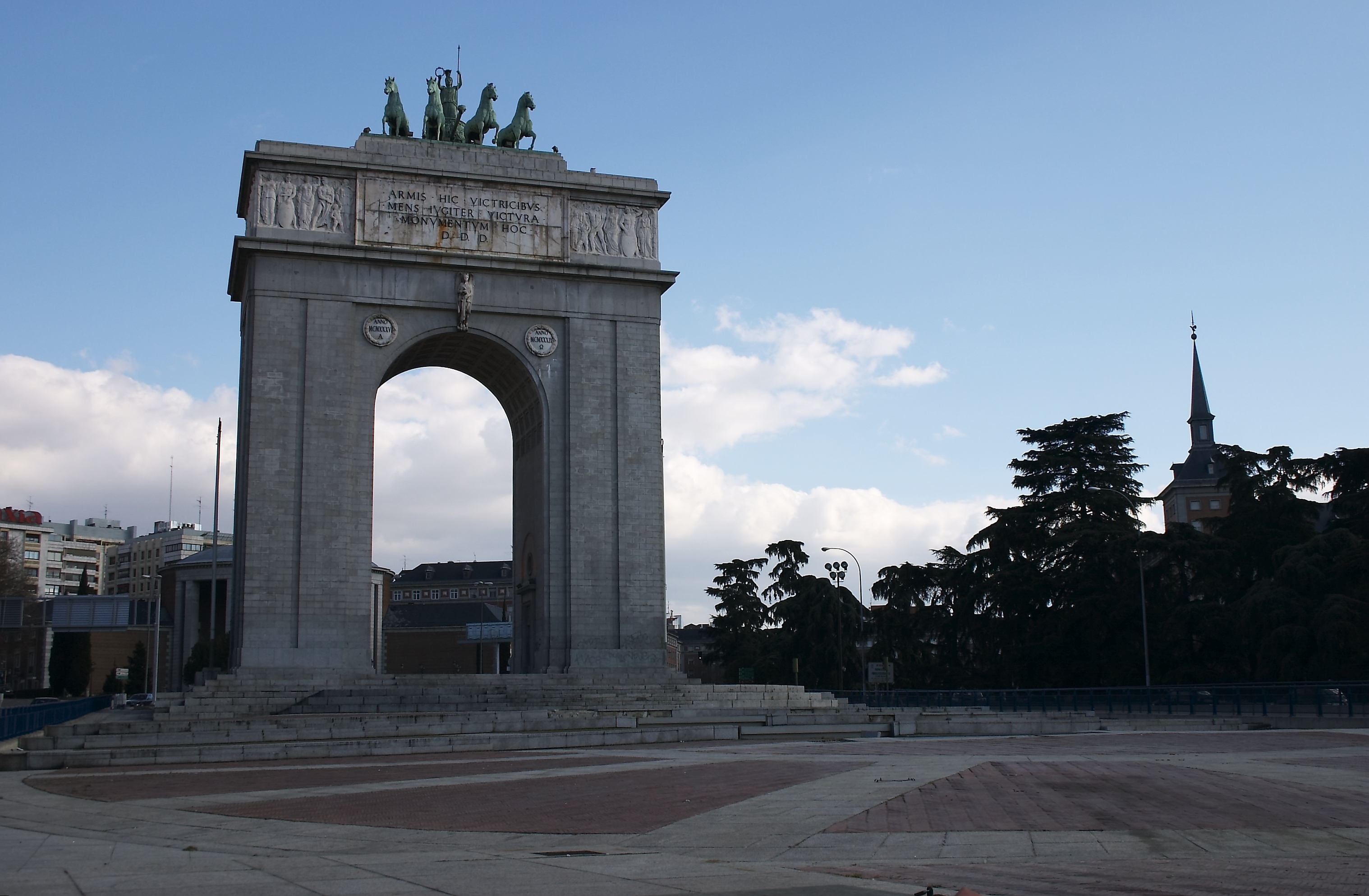
Arc de la Victòria (Madrid).

L'Arc de la Victòria de Madrid (erròniament denominat de vegades «Porta de la Moncloa» per tenir certa similitud amb les portes d'Alcalá, Toledo, etc.) és un monument construït entre 1953 i 1956 per ordre de Francisco Franco com a commemoració de la seva victòria en la Guerra Civil. Està situat en el districte de Moncloa-Aravaca i té gairebé 40 metres d'altura. En el seu interior es troben diversos plànols i una maqueta de la Ciutat Universitària de Madrid (lloc en el qual es va desenvolupar la batalla de la Ciutat Universitària), a la qual administrativament pertany. Darrere es troba l'edifici-monument als caiguts per Madrid (en l'actualitat l'edifici en el qual resideix la Junta Municipal del Districte de Moncloa - Aravaca).

### Monument als Caiguts a Pamplona

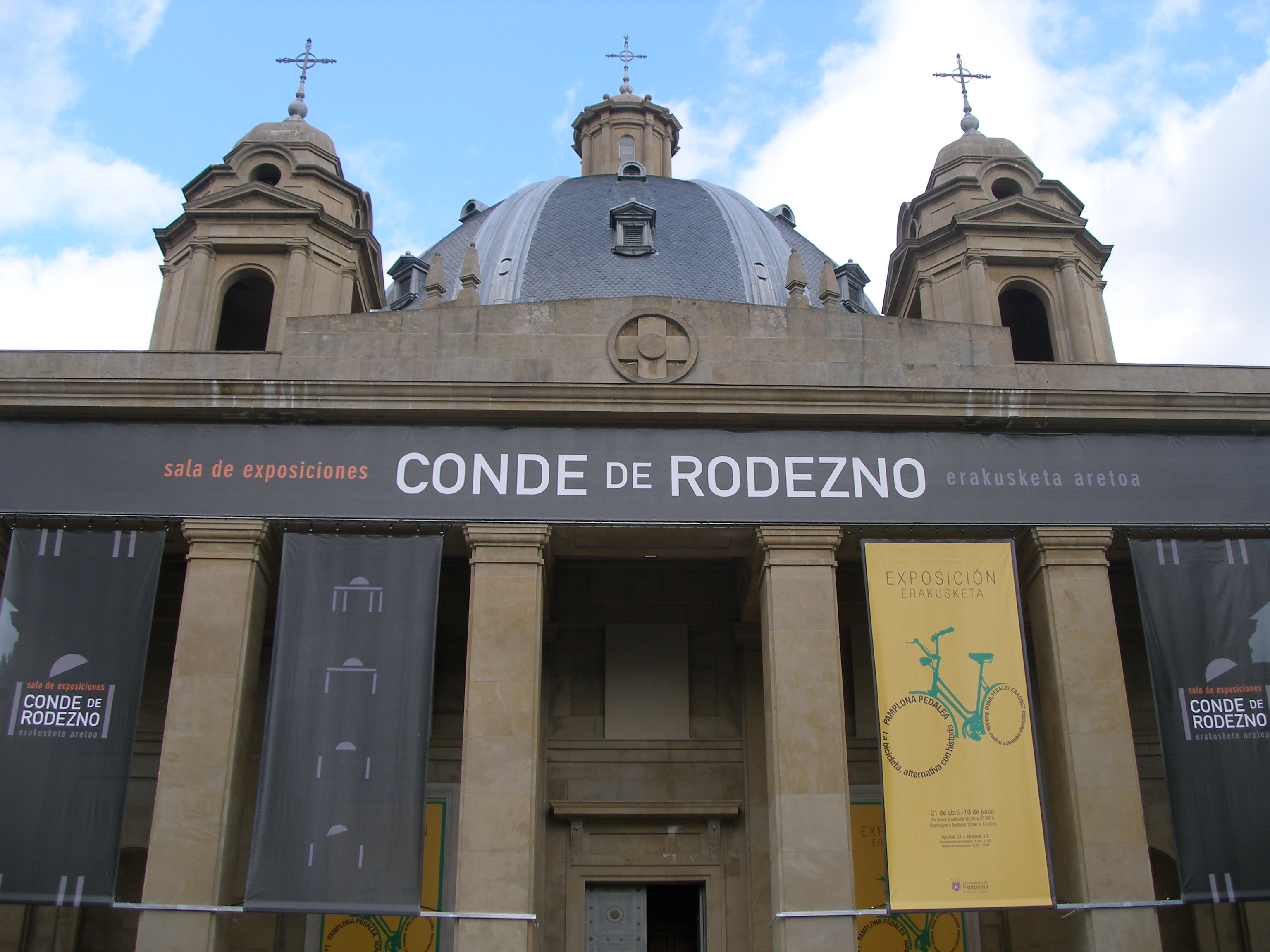
Monument als Caiguts a Pamplona (Espanya).

El popularment conegut com a Monument als Caiguts, en realitat Navarra als seus Morts en la Croada, com a figura en la seva façana (en l'actualitat denominat «Sala d'Exposicions Conde Rodezno»), és un edifici en memòria dels navarresos morts pertanyents al bàndol nacional durant la Guerra Civil, que es troba en ple centre de la ciutat de Pamplona, capital de la Comunitat Foral de Navarra i avui dia acull petites exposicions municipals.
Segons xifres oficials van morir en combat 4540 navarresos. D'ells 1766 eren soldats, 1700 requetès i 1074 falangistes.

### Monuments militars
Franco després de la guerra va manar construir monuments en forma de creu, de monòlit, altar, etc., per recordar esdeveniments importants que van succeir durant la contesa i durant algunes batalles o fets assenyalats com la batalla de Belchite, la batalla de l'Ebre, les matances de Paracuellos, entre d'altres.

#### Caserna de la Muntanya

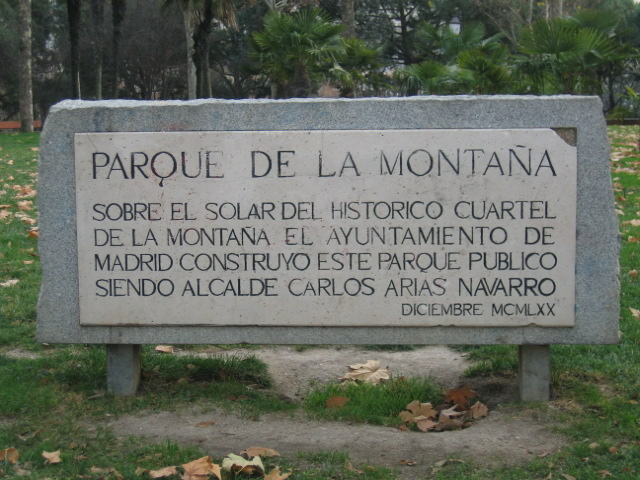
Placa commemorativa.

La Caserna de la Muntanya va ser una edificació militar de Madrid que va aconseguir gran notorietat en tractar-se del lloc en el qual es va iniciar a la capital la revolta militar de juliol de 1936.
La seva rellevància prové del seu paper en la revolta militar de 1936 a Madrid. El 19 de juliol de 1936, el general Fanjul, militar sense comandament de tropes a Madrid, però encarregat de la revolta de la ciutat, va entrar, vestit de civil, en la caserna de la Muntanya. No obstant això, en lloc de sortir amb les tropes per prendre els punts vitals de la capital, va proclamar simplement l'estat de guerra i es va fer fort juntament amb 1500 dels seus homes (dels quals hi havia uns 140 oficials) i uns 180 falangistes en la Caserna de la Muntanya.
Aquella tarda, la caserna va ser envoltada per tropes lleials al govern de la República, guàrdies d'Assalt, civils i milícies populars, pobrament armades. A l'alba del dia 20, es va iniciar el canoneig de la caserna. Els revoltats només van resistir algunes hores. Les diferències d'opinió entre els propis revoltats van portar uns a enarborar la bandera blanca mentre uns altres seguien disparant sobre els assaltants. Quan es va utilitzar l'aviació contra ells, la caserna va caure, sent pràcticament destruïda. L'entrada de les forces assaltants es va traduir en l'assassinat de la major part de l'oficialitat (noranta d'uns cent quaranta) i dels falangistes. Es van comptabilitzar entre 150 i 300 morts.
L'edifici, que ja havia quedat parcialment destruït durant el setge, va rebre durant la guerra l'impacte de nombrosos projectils d'artilleria a causa de la seva proximitat amb la línia del front, pràcticament estabilitzada des d'inicis de 1937. Cap al final de la contesa era ja tan sols un conjunt de ruïnes irrecuperables, algunes de les quals podien encara veure's a principis dels anys seixanta.
El parc de la Caserna de la Muntanya va ser inaugurat el 20 de juliol de 1972 (amb Franco encara en el poder i Carlos Arias Navarro, futur president del govern, com a alcalde de Madrid). Inclou un monument (també de 1972, realitzat per Joaquín Vaquer Turcios) en record dels que van morir en la seva defensa, compost per una figura de bronze que representa el cos d'un home mutilat, col·locada al centre d'una paredassa construïda en forma de sacs terrers.

#### Ruïnes de Belchite

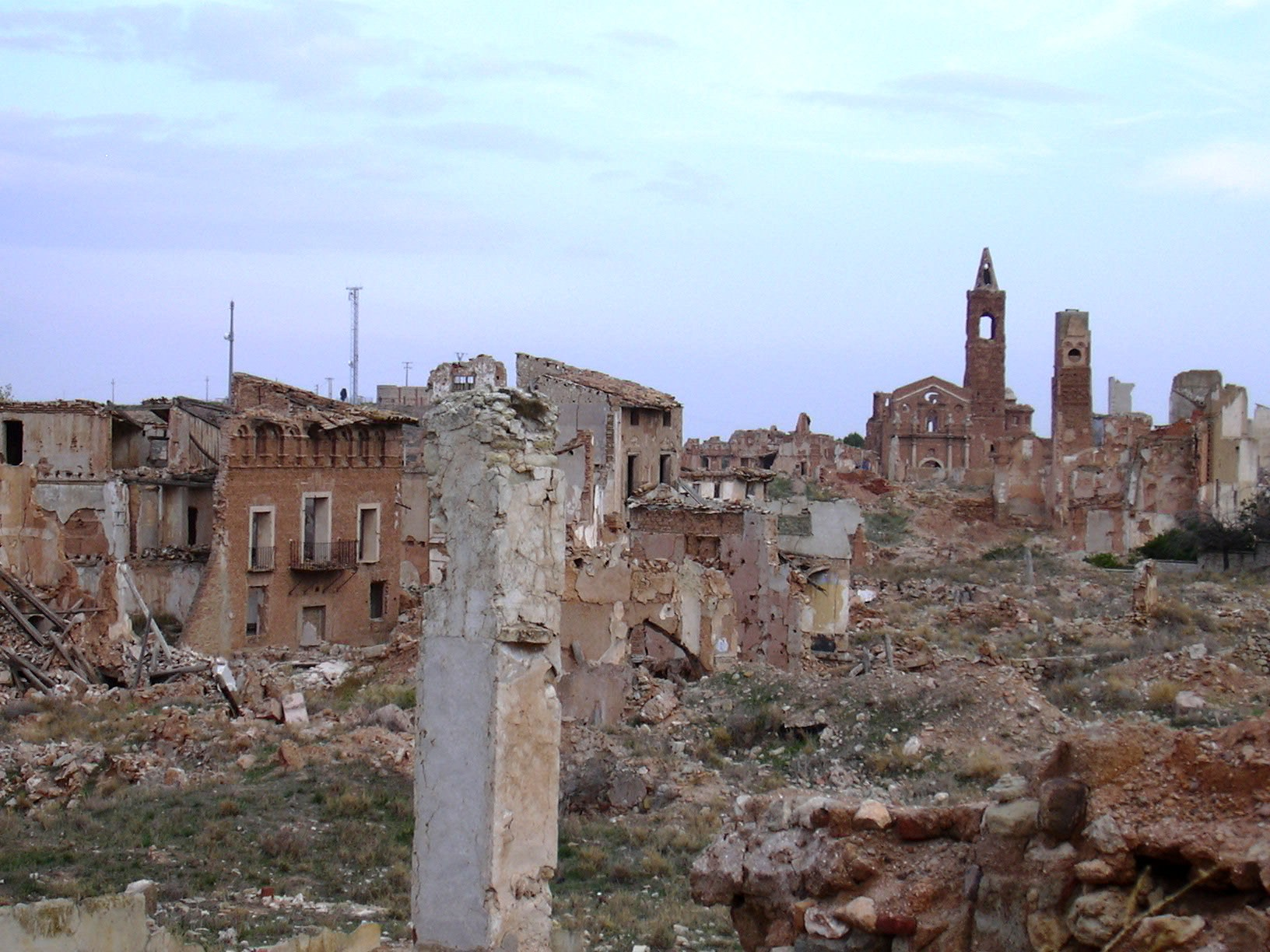
Ruïnes de Belchite.

La batalla de Belchite va ser una important batalla durant la Guerra Civil Espanyola que va transcórrer des del 24 d'agost de 1937 fins al 6 de setembre del mateix any als voltants i en el mateix municipi de la província de Saragossa. Tenia com a objectiu desviar l'atenció del bàndol nacional del nord (que ja havia pres Santander) i ocupar la ciutat de Saragossa, ja que s'havia estès entre els alts comandaments militars de la República l'opinió que era més important tenir ciutats en possessió que grans territoris despoblats. La intenció de l'ofensiva en el Sud-oest de Madrid va ser la mateixa, però després del fracàs de Brunete van decidir prendre la iniciativa a Aragó.
La batalla es va saldar amb una derrota del bàndol nacional aconseguint el bàndol republicà prendre Belchite però sense haver aconseguit prendre Saragossa. El poble va quedar totalment en ruïnes, i després de la guerra Franco va ordenar deixar el poble sense reconstruir com a símbol d'allò esdevingut en aquell lloc i ordenant aixecar una inscripció amb un fragment d'un discurs entorn de l'heroisme belchitenc i el sacrifici entre d'altres de l'alcalde i de la majoria de la gent del poble, morts en combat.

#### Monuments de la batalla de l'Ebre

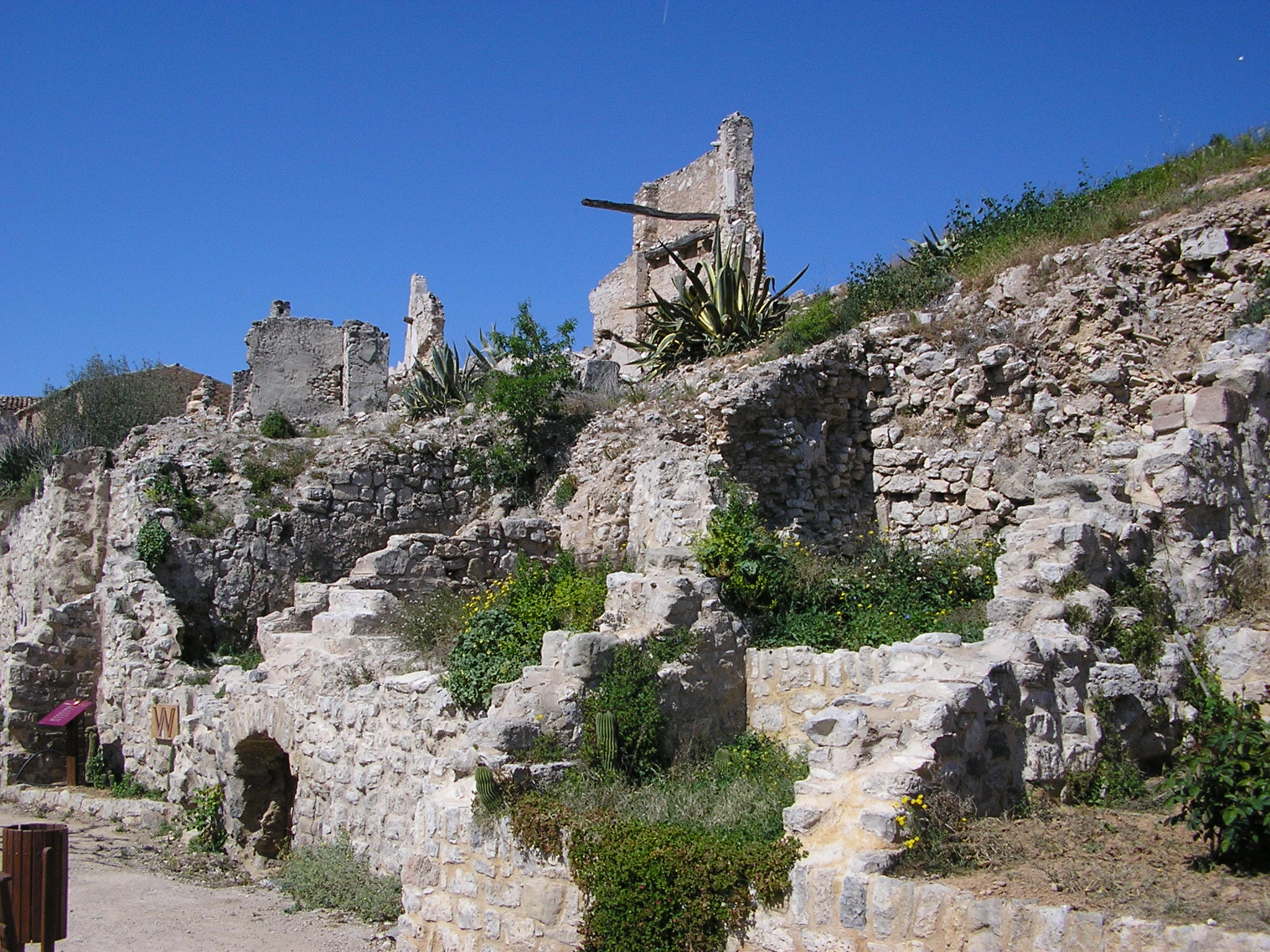
Ruïnes de Corbera d'Ebre.

En el marge esquerre del riu Ebre és on es va lliurar la batalla més sagnant de la Guerra Civil:
- El poble de Corbera d'Ebre va ser deixat tal com havia quedat després de la batalla, com a record del general Franco a la seva victòria.
- En la cota 427 de Quatre Camins s'erigeix una creu de pedra en memòria del Terç de Requetès de La nostra Senyora de Montserrat, unitat carlista del bàndol nacional formada per voluntaris catalans que va sofrir nombroses baixes en aquest escenari. En el pedestal està representada la creu de Sant Andreu de color vermell.
- En la cota 481 es va alçar un monument a Punta Targa per la germanor del Terç de Requetès de La nostra Senyora de Montserrat. La base del monument és una ossera on reposen les restes de combatents de tots dos bàndols.
- En l'encreuament entre la carretera de La Fatarella a Villalba dels Arcs hi ha un monòlit aixecat en memòria dels soldats de la 4a Divisió de Navarra morts en el front de l'Ebre.
- A Coll del Moro, als afores de Gandesa, un monòlit franquista de l'any 1953, per commemorar la posició des de la qual Franco en persona va dirigir l'ofensiva final de la batalla. El monument ha ser vandalitzat amb pintades a favor i en contra del règim franquista.
- En una de les crestes del Puig de l'Àliga, en les proximitats de Gandesa, existeix un altre monument que ha perdut la inscripció original amb el pas del temps.
- A Prat de Compte hi ha una creu enfront del col·legi en memòria dels Caiguts per Déu i per Espanya.

#### Monument a les Matances de Paracuellos

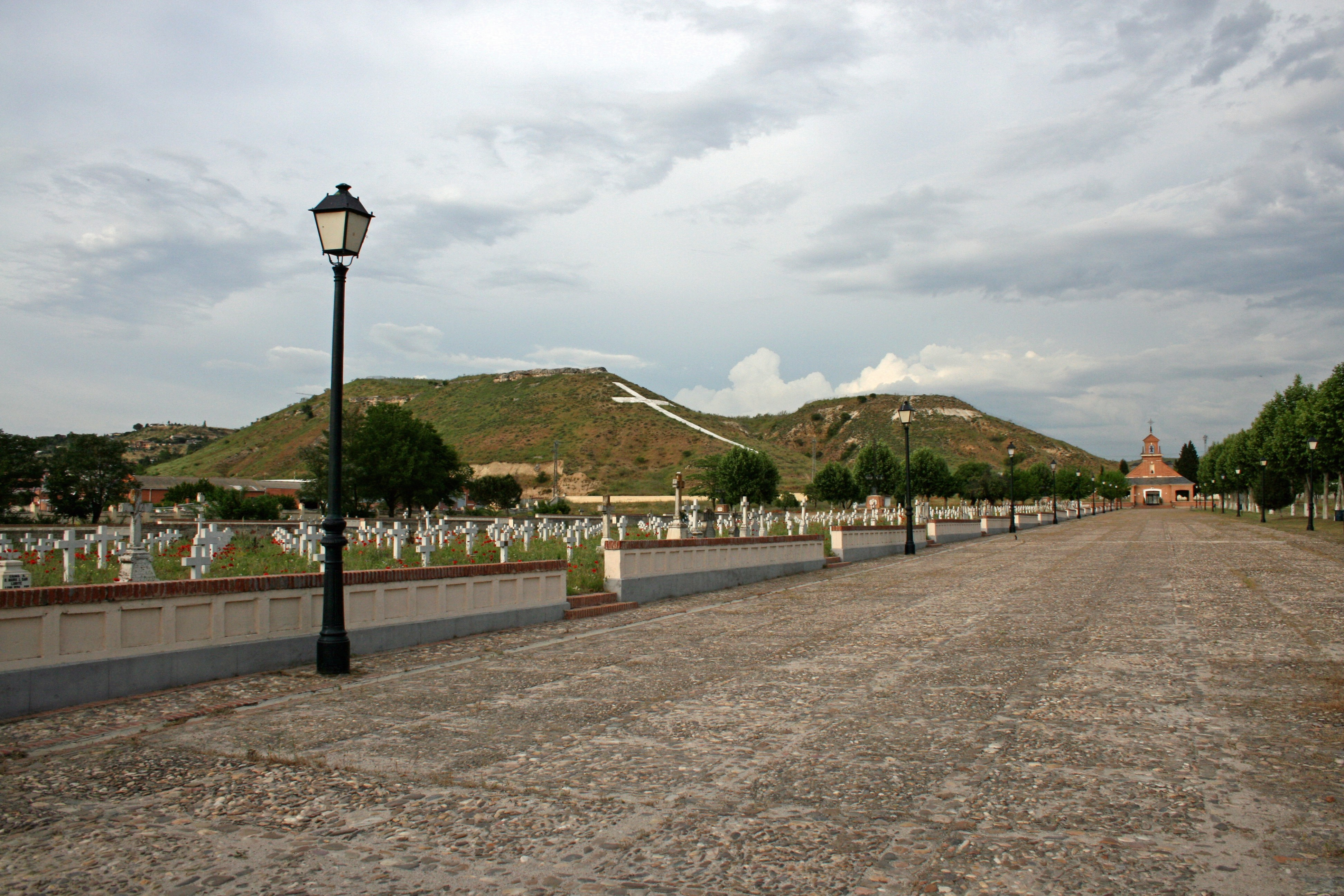
Vista del cementiri de Paracuellos. Al fons la creu blanca dibuixada en el sòl del pujol.

Es coneixen com a matances de Paracuellos els episodis organitzats d'assassinat massiu i indiscriminat de diversos milers de presoners, considerats oposats al bàndol republicà, ocorreguts durant la batalla de Madrid de la Guerra Civil Espanyola, en els paratges del rierol de San José, en el municipi de Paracuellos de Jarama, i de Soto de Aldovea, en el terme de Torrejón d'Ardoz, propers a la capital espanyola.
El monument és una creu blanca de grans dimensions propera al riu Jarama en el vessant del turó de Sant Miquel i és visible des de l'aeroport de Madrid-Barajas. Va ser un dels llocs on van ocórrer aquests episodis de repressió de la Guerra Civil i va ser erigit en record i memòria dels assassinats.

#### L'Alcàsser de Toledo

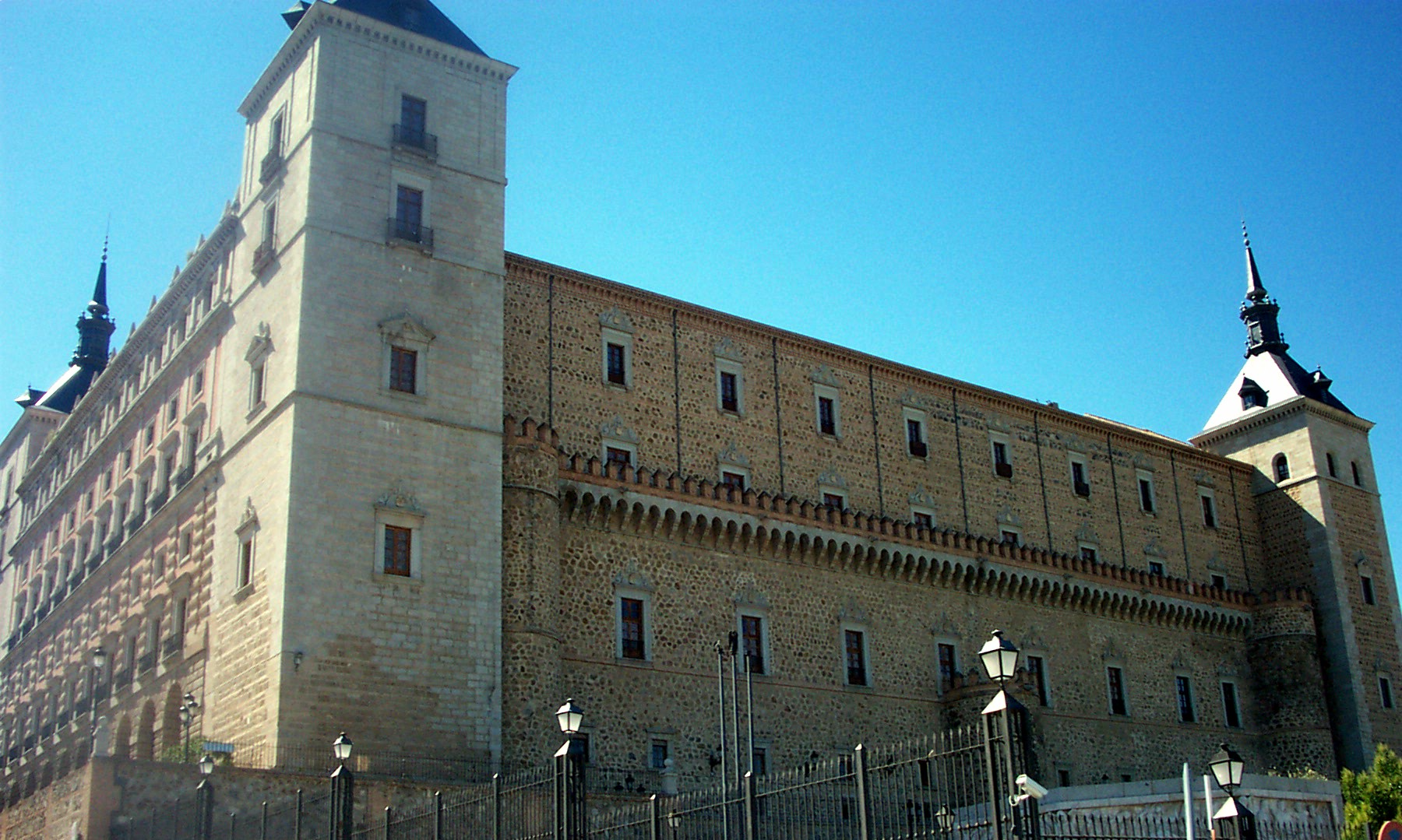
Alcázar de Toledo.

L'Alcàsser de Toledo és una fortificació sobre roques, situada en la part més alta de la ciutat de Toledo, dominant tota la ciutat. Al segle iii va ser un palau romà. Va ser restaurat durant el mandat d'Alfons VI i Alfons X i modificat l'any 1535.
Durant la Guerra Civil va ser utilitzat pel llavors coronel José Moscardó, que liderava la revolta a Toledo, com a punt defensiu i de resistència i destruït totalment per les tropes lleials a la Segona República Espanyola durant el setge, que va durar setanta dies, del 22 de juliol al 27 de setembre de 1936. Posteriorment va ser reconstruït i actualment, des de 1998, alberga la Biblioteca de Castella-la Manxa i des de 2010 també el Museu de l'Exèrcit.
Aquest setge i alliberament van ser hàbilment utilitzats per Francisco Franco per assegurar el seu predomini entre les seves pròpies files, i que va donar nom al principal diari ultra El Alcázar, encara que en principi era un diari convencional anomenat així pel caràcter emblemàtic de tota la seva història.

#### Monument al creuerBaleares

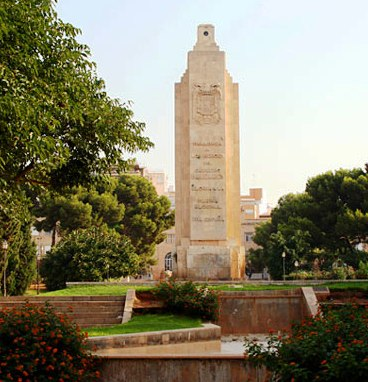
Monument als caiguts del creuer Balears

El Monument a les víctimes del creuer Baleares es troba al parc de sa Feixina a Palma. Va ser construït amb les donacions de molts particulars i empreses de la zona, en una iniciativa del periòdic local Última Hora, sent dissenyat pel arquitecte mallorquí Francesc Roca i Simó amb un preu de 100 000 pesetes.
Amb la arribada de la democràcia, va haver-hi diversos intents associatius per derrocar-ho o canviar la seva llegenda, però el Partit Popular les va detenir al·legant, entre altres motius, el fet que estigués construït amb donacions anònimes.

Apareixia l'escut d'Espanya durant el franquisme i sota aquesta inscripció:
| « | MALLORCA A LOS HÉROES DEL CRUCERO BALEARES GLORIA A LA MARINA NACIONAL VIVA ESPAÑA | » |

A l'any 2010 durant la legislatura de la llavors batlessa de Palma, la socialista Aina Calvo, i amb l'objectiu de complir amb la Llei de Memòria Històrica; es va eliminar amb el consens de tots els partits tota la simbologia feixista i es va afegir una placa per recordar les víctimes dels dos bàndols i els horrors de la guerra.
Tot i això, en el 2015 des del nou equip a la batlia format per la coalició entre PSIB-PSOE, MÉS i Som Palma; se cedí a les pressions del col·lectiu veïnal Sa Feixina sí que toma que demanava la seva demolició, fixant-la per al 2017.
Aquesta decisió suposà una certa polèmica, ja que l'associació de preservació del patrimoni ARCA i nombrosos veïns de la barriada associats en la plataforma Salvem Sa Feixina eren contraris a la demolició, argumentant que el monument era un dels pocs exponents de l'Art déco a la ciutat i que sense la simbologia franquista la seva finalitat era «recordar les barbàries de la guerra i recordar el valor de la pau i la democràcia». Per això, aquests grups intentaren que el Consell de Mallorca declarés el monument com a protegit. Tot i que inicialment els tècnics del Consell es mostraren favorables, la protecció no va ser finalment atorgada, però l'Ajuntament hagué de fer front a diverses paralitzacions de l'expedient de domlició immediata per les nombroses demandes que els grups contraris obrien als tribunals, que finalment suspengueren cautelarment el procés al no trobar els motius per la urgència de demolició suficients.
Al 2018 el procés continua paralitzat i el monument segueix dempeus, mantenint-se la polèmica entre Sa Feixina sí que toma i Salvem Sa Feixina junt amb ARCA. En abril, el col·lectiu independentista radical Arran va fer un grafit sobre el monument, demanant també la demolició.

### Monuments religiosos
En ser la defensa del catolicisme una de les principals justificacions de la Guerra Civil (qualificada de Croada pel clergat) i de la pròpia legitimitat de Franco (qualificat d'home providencial), resultava extraordinàriament útil i de gran repercussió social l'apropiació de la simbologia cristiana pel règim franquista. El Caudillo, que entrava a les esglésies sota pal·li en actes solemnes, va reclamar el braç incorrupte de santa Teresa de Jesús per al seu dormitori conjugal. Es va realitzar un ampli programa de reconstruccions d'edificis religiosos, i de construccions de nova planta. Un dels actes simbòlics més visuals de tota la Guerra havia estat el traç d'una creu en la sorra de la platja de Vinaròs, el 15 d'abril de 1938, el moment en què es partia en dos la zona republicana.

#### LaValle de los Caídos

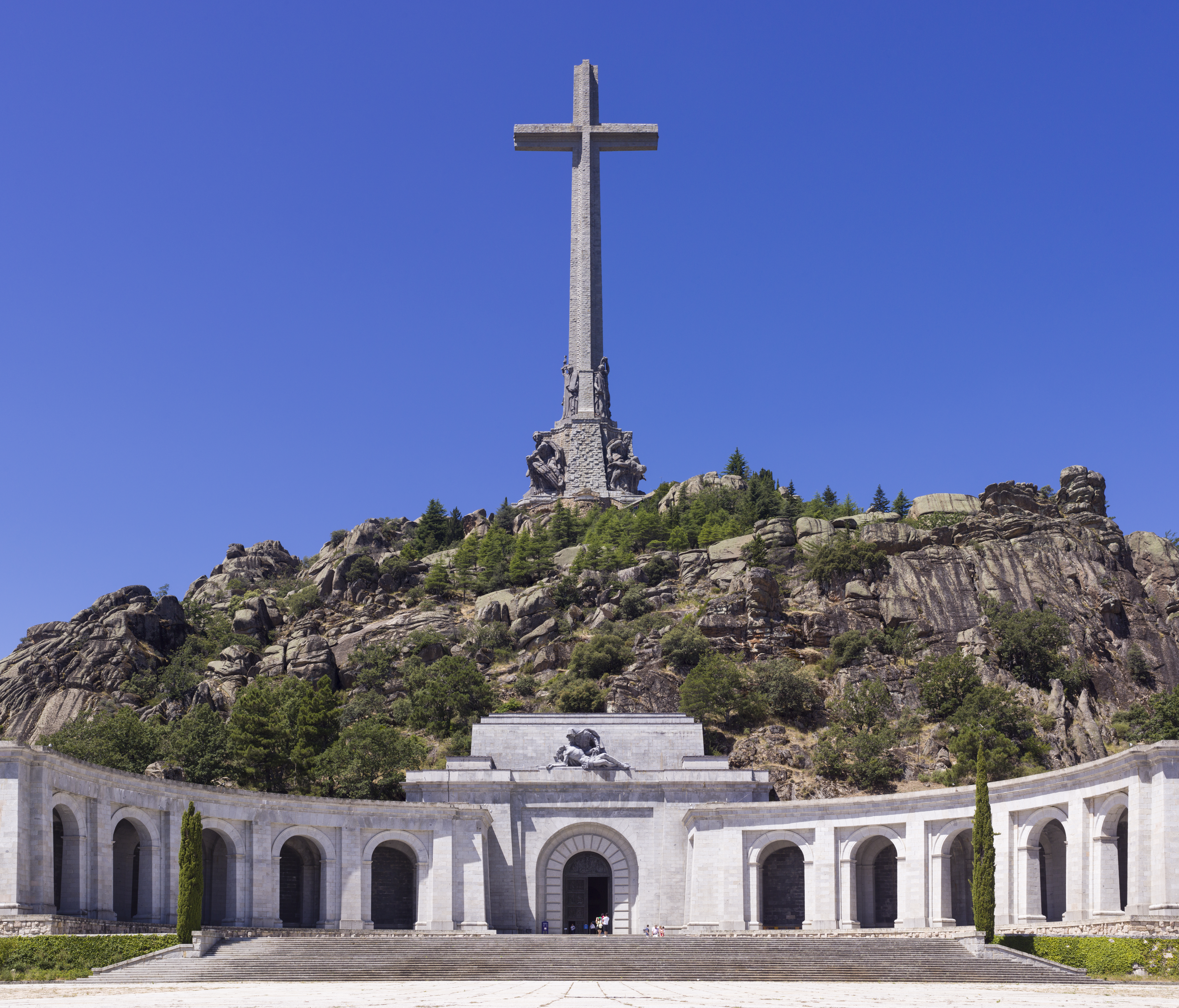
La Valle de los Caídos.

Franco va ser qui va ordenar la construcció d'aquest mausoleu on es va enterrar José Antonio Primo de Rivera després d'un trasllat a coll des d'Alacant a San Lorenzo de l'Escorial, símbol de la memòria de la monarquia hispànica, amb altres 33 872 combatents de tots dos bàndols en la Guerra Civil. Franco a la seva mort també seria enterrat allí.

Segons el decret fundacional de l'1 d'abril de 1940, el monument i la basílica es van construir per:
| « | ...perpetuar la memoria de los caídos de nuestra gloriosa Cruzada […] La dimensión de nuestra Cruzada, los heroicos sacrificios que la Victoria encierra y la trascendencia que ha tenido para el futuro de España esta epopeya, no pueden quedar perpetuados por los sencillos monumentos con los que suelen conmemorarse en villas y ciudades los hechos salientes de nuestra historia y los episodios gloriosos de sus hijos. | » |

#### Sagrat Cor de Jesús

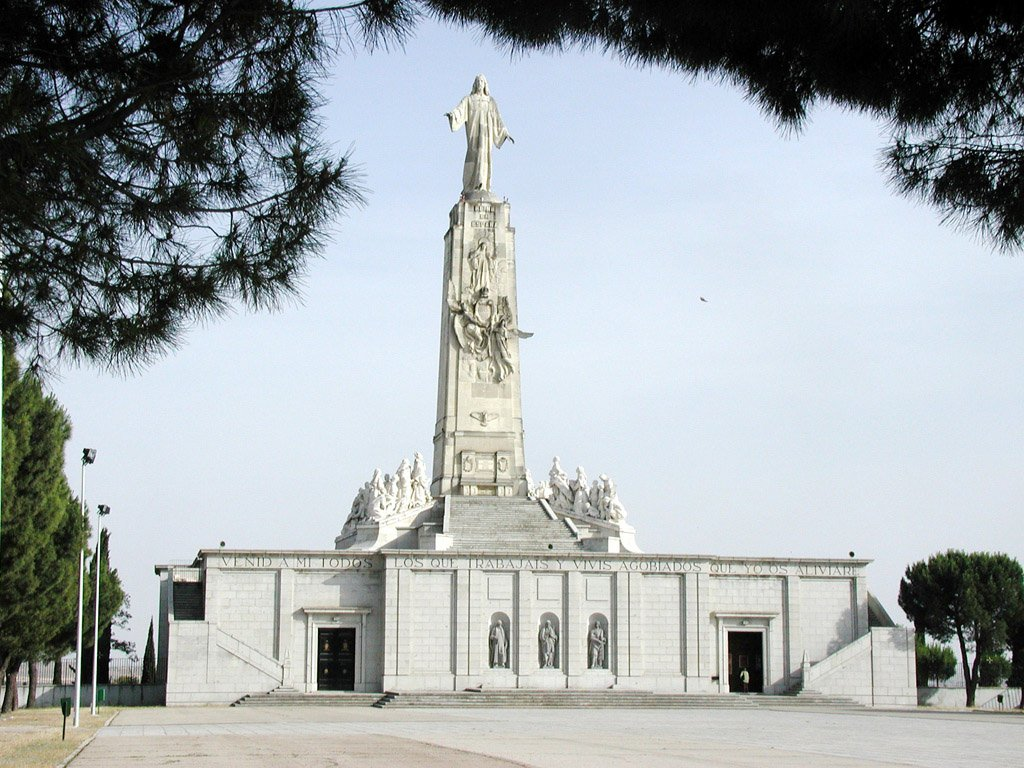
Monument al Sagrat Cor de Jesús en el Turó dels Àngels, Getafe, Espanya.

El turó dels Àngels és el centre geogràfic de la península ibèrica. En l'estiu de 1936, milicians republicans van afusellar la imatge de Jesús i van dinamitar el monument del Sagrat Cor de Jesús reduint-lo a ruïnes. Després de la Guerra Civil, el Govern franquista va donar l'ordre de construir un nou monument, rèplica de l'anterior, que va començar a edificar-se l'any 1944.
Aquest nou monument va ser inaugurat l'any 1965 i deu anys més tard s'inaugurava també la cripta, obra no existent en el projecte anterior. El monument mostra Crist amb els braços oberts, convidant a tots els homes a anar cap a Ell. Està rematat amb la llegenda Reino en España.
La part que va quedar de l'anterior monument (la base i l'arrencada del pedestal) es conserva. El nou monument es va aixecar a unes desenes de metres de l'anterior, formant una esplanada entre tots dos monuments.

## Dates simbòliques
El règim franquista va establir nombroses commemoracions anuals amb el propòsit de perpetuar els mites fundacionals del nou Estat i la divisió entre vencedors i vençuts:
- Dia del «Gloriós Alçament Nacional»: 18 de juliol;
- Dia de l'Alliberament (específic per a cada localitat);
- Dia de la Victòria (1 d'abril);
- Dia de la Unificació (19 d'abril);[53]
- Dia del Caudillo (1 d'octubre);
- Dia de la Raça (12 d'octubre);
- Dia dels Caiguts i la Fundació de la Falange (29 d'octubre);
- Dia del Dolor per la mort de José Antonio (20 de novembre).

A més, es van establir algunes festes oficials universitàries:
- Dia de la fundació del SEU: 21 de novembre;
- Dia de l'Estudiant Caigut: 9 de febrer.

### 18 de juliol: Dia del «Gloriós Alçament Nacional»

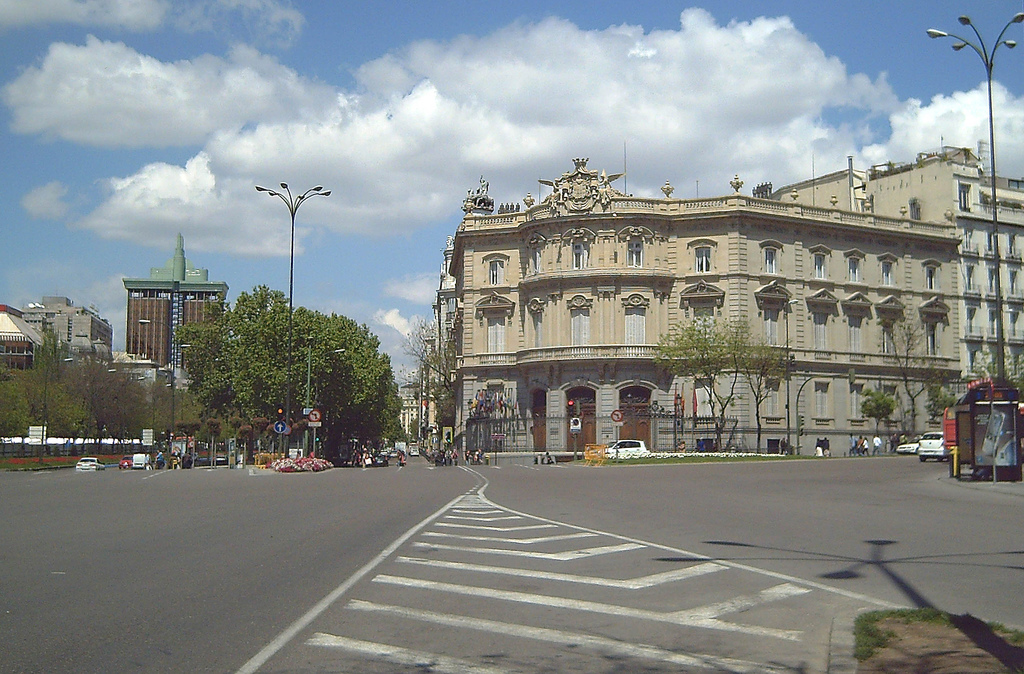
Vista actual del passeig de Recoletos des de la plaça de Cibeles (Madrid), escenari de les «Desfilades de la Victòria» cada 18 de juliol, dia de la Festa Nacional durant el franquisme. El lloc era marcadament representatiu per acollir les seus d'institucions oficials (Ministeri de l'Exèrcit –avui Caserna General de l'Exèrcit–, Ministeri de Marina –avui Caserna General de l'Armada–, Banc d'Espanya, Palau de Comunicacions) i dels bancs més importants.

Les referències a la data de la revolta militar que va donar origen a la guerra civil (18 de juliol de 1936) eren constants, i es designava al propi sistema polític amb el nom de «règim del 18 de juliol». Es parlava dels «homes del 18 de juliol» per designar els que havien intervingut en l'anomenat «Alçament Nacional» i distingir-los dels militars o polítics de les següents generacions; o de l'«esperit del 18 de juliol» per referir-se a la seva ideologia, plasmada en els «Principis Fonamentals del Moviment Nacional», part inamovible de les Lleis Fonamentals, el jurament dels quals era obligatori per exercir qualsevol funció pública, des dels subalterns fins als més alts càrrecs.
La data triada com a festa nacional oficial va ser el 18 de juliol, en què se celebraven les recepcions en les ambaixades espanyoles a l'estranger. Es va substituir així la celebració del dia 14 d'abril ("dia de la República", en commemoració de la seva proclamació en 1931); i conjuntament, la celebració del dia 1 de maig com a festa del treball (vinculada a les reivindicacions del moviment obrer). El Fuero del Trebajo va establir que el 18 de juliol fos la "festa d'exaltació del treball". Posteriorment, des de 1958, i amb el nom de festivitat de Sant Josep Obrer (instaurada per l'Església catòlica l'any 1955), es va tornar a celebrar el primer de maig, establint-se per a això unes "demostracions sindicals" en forma d'exercicis coreogràfics i gimnàstics de grans masses de treballadors, presidides per Franco des de la llotja de l'Estadi Santiago Bernabéu.
Com a acte principal de la celebració del 18 de juliol, en un traçat fixat en el passeig de Recoletos i passeig de la Castellana de Madrid (el tram final s'havia rebatejat com a avinguda del Generalísimo), tenia lloc la Desfilada de la Victòria, commemorativa de la primera, l'any 1939, als pocs mesos d'acabar la guerra. Des de 1976, ja amb la monarquia de Joan Carles I, es va canviar la data al 12 d'octubre, Dia de la Hispanitat, i la denominació va passar a ser Dia de les Forces Armades i Desfilada de les Forces Armades.
Per propiciar l'adhesió o almenys la satisfacció popular es va establir una «paga extraordinària del 18 de juliol» com a gratificació obligatòria a afegir a tots els salaris. Durant la Transició es va mantenir, però desplaçada al mes de juny, amb l'excusa de commemorar l'onomàstica del rei (Sant Joan).

### 20 de novembre, Plaça d'Orient

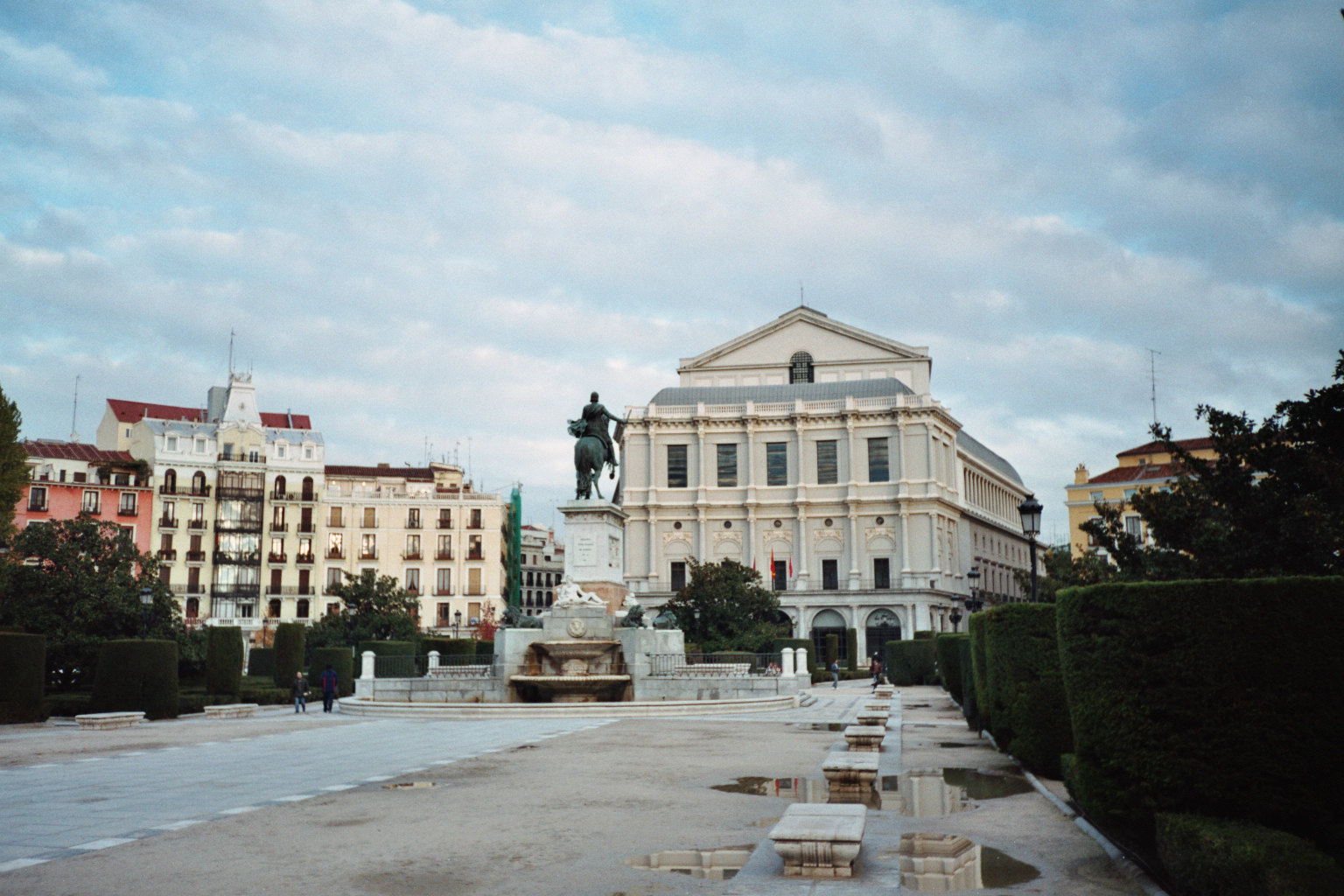
Vista de la Plaça d'Orient de Madrid amb el Teatro Real al fons, lloc de manifestacions de vindicació del règim franquista.

El simbolisme de la data va començar amb l'afusellament de José Antonio (20 de novembre de 1936), que va passar a dir-se «Dia del dolor». Per a l'altre bàndol en la guerra havia estat també el dia de la mort del dirigent anarquista Buenaventura Durruti. Curiosament (encara que s'especula amb la possibilitat que els metges perllonguessin artificialment la seva vida amb aquest propòsit) va coincidir amb la data de la mort de Franco (20 de novembre de 1975) i a partir de llavors amb les convocatòries anuals de manifestacions dels grups ultradretans (Fuerza Nueva, Confederación Nacional de Excombatientes) que reivindiquen l'herència del franquisme, sota aquest lema. L'elecció per a això de la plaça d'Orient de Madrid es va fer per marcar la continuïtat amb l'espai privilegiat que havia acollit manifestacions multitudinàries en vida de Franco, sent famosa la que es va convocar per rebre a Eva Perón (1947) o les que pretenien demostrar l'adhesió popular al Caudillo amb motiu dels principals episodis d'aïllament internacional, l'última, després dels afusellaments del 27 de setembre de 1975, l'1 d'octubre del mateix any.
En anys posteriors, es va triar aquesta data per realitzar atemptats mortals contra Santiago Brouard (1984) i posteriorment contra Josu Muguruza (1989), destacats membres d'Herri Batasuna, el vessant polític del grup terrorista ETA. En el primer cas va ser obra del GAL, en el segon cas no es va poder demostrar aquesta connexió. Des de llavors s'han vingut atribuint, i utilitzant al debat polític i mediàtic, a terrorisme d'Estat, a elements d'alguna manera connectats amb el Ministeri d'Interior (en aquell moment amb governs del PSOE) o a grups o elements d'extrema dreta.

### 1 d'octubre
El primer d'octubre d'aquest any de 1975 va coincidir amb el 39 aniversari de la proclamació de Franco com a Cap d'Estat pels militars revoltats en 1936 (l'expressió literal era «exaltació a la Prefectura de l'Estat»).
El mateix dia de la manifestació un grup terrorista d'extrema esquerra va cometre el seu primer atemptat mortal, després del que es va batejar com a GRAPO (Grups de Resistència Antifeixista Primer d'Octubre) en referència a aquest dia.